# Premier ministre français
Le Premier ministre de la République française, ou plus couramment Premier ministre français, est le chef du gouvernement de la France sous la Cinquième République. Nommé par le président de la République, le Premier ministre est habituellement issu d'un parti politique appartenant à la majorité de l'Assemblée nationale. Il peut par conséquent, ainsi que son gouvernement, être de la même mouvance politique que le président, ou appartenir à son opposition, ce qui met dans ce cas le pouvoir exécutif en situation de cohabitation.
Dans le cadre d'une république semi-présidentielle à forte influence présidentielle — depuis le début de la Cinquième République —, il partage le pouvoir exécutif avec le président de la République.
La résidence officielle du Premier ministre est l'hôtel de Matignon, situé à Paris, au 57 rue de Varenne, dans le 7e arrondissement, qui abrite également ses bureaux. Les services liés à sa personne sont souvent appelés « Matignon », par métonymie.
La fonction de Premier ministre succède à celle de président du Conseil des ministres, occupée par tous les chefs de gouvernements sous les IIIe et IVe Républiques avec des pouvoirs différents. Depuis la création de la fonction en janvier 1959, la France a connu vingt-huit Premiers ministres.
Depuis le 13 décembre 2024, le titulaire du poste est François Bayrou.

## Histoire
La Constitution du 4 octobre 1958 substitue le titre de « Premier ministre », qu'elle emprunte à l'ancien régime (« premier ministre de France »), à celui de « président du Conseil (des ministres) ».
Michel Debré, fidèle du général de Gaulle, fut le premier à occuper cette nouvelle fonction à compter du 8 janvier 1959.
En France, la reconnaissance d'un chef du gouvernement distinct du chef de l'État est relativement récente. Le décret du 13 février 1912 est le premier règlement à mentionner la présidence du Conseil,. La loi du 24 décembre 1934 portant budget général pour l'exercice 1935 est la première loi à la mentionner.

## Nomination

Décret nomination du Premier ministre Michel Barnier, 2024.

Le président de la République nomme le Premier ministre. Le décret de nomination est un acte de gouvernement,,.
La Constitution prévoit que le président de la République mette fin aux fonctions du Premier ministre sur la présentation par celui-ci de la démission du gouvernement. Dans la pratique et hors cohabitation, le Premier ministre offre sa démission au président de la République sur requête ou sur ordre de celui-ci.
Sur la proposition du Premier ministre, il nomme les autres membres du gouvernement et met fin à leurs fonctions.

## Rôle
Ses pouvoirs sont fixés par la Constitution française de 1958, cependant ils restent limités par le pouvoir du président de la République sur ce dernier.
La Constitution du 4 octobre 1958 innove selon certains, par rapport aux précédentes en ce qu'elle introduit en droit administratif français — selon la formule de,, Georges Vedel — un « bicéphalisme administratif »,,, : la Constitution du 27 octobre 1946 avait transféré au président du Conseil la qualité de « chef de l'administration » que la loi constitutionnelle du 25 février 1875 avait conférée au président de la République ; celle du 4 octobre 1958 partage les compétences administratives entre le président de la République et le Premier ministre. Le principe de partage est le suivant : le président de la République est l'autorité de droit commun en matière de nomination aux emplois civils et militaires de l'État ; le Premier ministre l'est en matière réglementaire ce qui comprend décrets, circulaires, etc..
Le président de la République préside le Conseil des ministres. Le Premier ministre préside quant à lui le Conseil de cabinet, réunion du gouvernement où est absent le président de la République (souvent lors de désaccord entre le président et le gouvernement).

### Suppléance du président de la République
Le Premier ministre supplée, le cas échéant, le président de la République dans la présidence des conseils et comités supérieurs de la Défense nationale. Il peut, à titre exceptionnel, le suppléer pour la présidence d'un conseil des ministres en vertu d'une délégation expresse et pour un ordre du jour déterminé.

### Contresigner des actes du président de la République
Le Premier ministre contresigne tous les actes du président de la République à l'exception de ceux prévus aux articles 8 (premier alinéa), 11, 12, 16, 18, 54, 56 et 61 de la Constitution de 1958 qui sont des prérogatives propres au président de la République (nomination du Premier ministre, projet de référendum, dissolution de l'Assemblée nationale, exercice du pouvoir exécutif et législatif en cas de menace grave, message devant le Congrès, saisie du Conseil constitutionnel, nomination des membres du Conseil constitutionnel, demande au Conseil constitutionnel d'examiner une loi votée avant promulgation).

### Le Premier ministre, chef du gouvernement
Chef du gouvernement, le Premier ministre en « dirige l'action ». Son pouvoir de direction lui permet de donner des instructions aux ministres. Il peut, par exemple, demander à tel ou tel ministre de préparer un projet de loi. Mais il n'est pas le supérieur hiérarchique des ministres[pas clair],.
Le gouvernement détermine et conduit la politique de la Nation. Il dispose de l'administration et de la force armée avec le président de la République qui est le Chef des armées.
Le Premier ministre exerce le pouvoir réglementaire (c'est-à-dire les normes juridiques qui ne sont pas du domaine de la loi) et signe les décrets.
Il nomme aux emplois civils et militaires ; dans certains cas, le passage par le Conseil des ministres est obligatoire,.

### Le Premier ministre et le Parlement
Le Premier ministre peut demander la tenue de jours supplémentaires de séance, la réunion du Parlement en session extraordinaire ou bien la possibilité pour une des assemblées de siéger en comité secret.

#### Élaborations des lois
Les lois peuvent provenir du gouvernement (« projet de loi ») ou de membre(s) du Parlement (« proposition de loi »).
Les projets de loi sont délibérés en Conseil des ministres après avis du Conseil d'État et déposés sur le bureau de l'une des deux assemblées. Les projets de loi de finances et de loi de financement de la sécurité sociale sont soumis en premier lieu à l'Assemblée nationale. Les projets de loi ayant pour principal objet l'organisation des collectivités territoriales sont soumis en premier lieu au Sénat.
Les textes sont ensuite discutés par les deux chambres, jusqu'à l'obtention d'un accord entre les deux. En cas de désaccord sur un projet de loi, le Premier ministre peut demander la réunion de la Commission mixte paritaire. S'il y a toujours désaccord, c'est l'Assemblée nationale qui a le dernier mot.
Le Premier ministre peut saisir le Conseil constitutionnel sur une loi avant sa promulgation.

#### Responsabilité devant l'Assemblée nationale
Le Premier ministre, après délibération du Conseil des ministres, engage devant l'Assemblée nationale la responsabilité du gouvernement sur son programme ou éventuellement sur une déclaration de politique générale.
L'Assemblée nationale peut renverser le gouvernement par le vote d'une motion de censure.
Selon l'article 49 alinéa 3, dit d'« engagement de responsabilité », le Premier ministre peut, après délibération du Conseil des ministres, engager la responsabilité du Gouvernement devant l'Assemblée nationale sur le vote d'un projet de loi de finances, de financement de la sécurité sociale ou d’un autre projet ou une proposition de loi en débat à l’Assemblée nationale. Dans ce cas, ce projet est considéré comme adopté, sauf si une motion de censure, déposée dans les vingt-quatre heures qui suivent, est votée. Le Premier ministre peut, en outre, recourir à cette procédure pour un autre projet ou une proposition de loi par session.
Dans la pratique cela signifie que le Premier ministre doit être proche de la majorité à l'Assemblée. Le président de la République a la liberté de nommer une personnalité qui n'est ni député ni sénateur, avant sa nomination, à la tête du gouvernement : ce fut le cas de Georges Pompidou, de Raymond Barre, ou de Dominique de Villepin par exemple. Il est arrivé à trois reprises qu'un Premier ministre soit issu du camp adverse à la majorité parlementaire en place, à chaque fois pendant une courte période entre l'élection ou la réélection d'un président lui-même opposant à la majorité sortante et la tenue de nouvelles élections législatives : ce fut le cas pour les socialistes Pierre Mauroy et Michel Rocard, tous deux nommés Premiers ministres par François Mitterrand après chacune de ses élections, respectivement en mai 1981 et mai 1988, alors que la majorité sortante était de droite, et pour l'UMP Jean-Pierre Raffarin porté à ce poste par Jacques Chirac après sa réélection en mai 2002 tandis que l'Assemblée nationale était encore pour un mois contrôlée par la Gauche plurielle.
Si le Premier ministre est issu d'un courant politique opposé à celui du président de la République, on parle de cohabitation car le Premier ministre applique sa propre politique et a l'autorité sur les autres ministres sans rendre de comptes au président de la République. Il peut alors exercer la plénitude des pouvoirs que lui attribue la Constitution.

### Autres
Le Premier ministre est consulté si le président de la République décide de prendre des « pouvoirs exceptionnels ».
Le Premier ministre est le chef de l'administration d'État, et peut présider l'assemblée générale du Conseil d'État.

### Intérim
La Constitution du 4 octobre 1958 ne comporte pas de disposition relative à l'intérim du Premier ministre. Mais, en 1989, par décret du 14 décembre publié le lendemain du Journal officiel, François Mitterrand, président de la République, a confié à Lionel Jospin, ministre d'État, ministre de l'Éducation nationale, de la Jeunesse et des Sports, la charge d'assurer l'intérim de Michel Rocard, Premier ministre, pendant l'absence de ce dernier. Dans sa décision no 89-268 DC du 29 décembre 1989, le Conseil constitutionnel a admis la légalité d'un tel décret et précisé le régime de l'intérim du Premier ministre : l'article 5 de la Constitution « habilite » le président de la République à « pr(endre) les dispositions nécessaires pour assurer la continuité de l'action gouvernementale » ; dans ce cadre, le chef de l'État peut prendre un « décret individuel chargeant un ministre de l'intérim du Premier ministre » ; un tel décret « produit effet immédiatement, sans attendre sa publication au Journal officiel » ; le ministre « possèd(e) l'intégralité des pouvoirs attachés à la fonction [de Premier ministre] qui lui (est) confiée à titre intérimaire » ; à ce titre, il a notamment « compétence pour engager la responsabilité du Gouvernement [devant l'Assemblée nationale] sur le vote d'un texte, en application du troisième alinéa de l'article 49 de la Constitution ».

## Honneurs, prérogatives et avantages

### Protocole
Il est le deuxième personnage de l'État (article 2 du décret no 89-655 du 13 septembre 1989), juste après le président de la République et avant le président du Sénat. Son appellation officielle est « Monsieur le Premier ministre » (au féminin « Madame le Premier ministre » ou « Madame la Première ministre »), appellation que conservent les anciens Premiers ministres.

### Décorations
Depuis le 23 décembre 1974, tous les Premiers ministres sont élevés, par le président de la République, à la dignité de grand-croix de l'ordre national du Mérite après six mois de fonction. Jacques Chirac est le premier à en bénéficier, Gabriel Attal étant le dernier à ce jour. Seuls Bernard Cazeneuve et Michel Barnier ont été Premier ministre moins de six mois sous la Ve République.
Depuis le décret du 21 novembre 2008, la dignité de grand officier de l'ordre national de la Légion d'honneur appartient de plein droit aux anciens Premiers ministres qui ont exercé leurs fonctions durant deux années au moins. Pierre Mauroy, Michel Rocard, Édouard Balladur, Alain Juppé, Lionel Jospin, Jean-Pierre Raffarin, François Fillon, Manuel Valls et Édouard Philippe ont bénéficié de ce décret.
En dehors de Georges Pompidou et Jacques Chirac, grand-croix de la Légion d'honneur en tant que présidents de la République, Pierre Messmer (en 1993, grand officier en 1974), Michel Rocard (en 2015), Lionel Jospin (en 2015) et Jean-Pierre Raffarin (en 2022) ont reçu cette distinction.
Maurice Couve de Murville, commandeur en 1954, est élevé à la dignité de grand officier en 1996, Laurent Fabius en 2017, en tant que président du Conseil constitutionnel et Jean Castex, commandeur en 2022, est élevé à la dignité de grand officier en 2025.
Michel Debré, Jacques Chaban-Delmas, Dominique de Villepin (en 2023), Jean-Marc Ayrault (en 2019), Bernard Cazeneuve (en 2017) et Élisabeth Borne (en 2024), sont commandeurs tandis que Raymond Barre, Édith Cresson, Michel Barnier et François Bayrou sont officiers dans l'ordre national de la Légion d'honneur.
Trois premiers ministres étaient décorés dans l'ordre de la légion d'honneur avant d'être nommés : Élisabeth Borne était chevalier depuis 2013, Michel Barnier était officier depuis 2006 et François Bayrou était officier depuis 2022.
Seuls Pierre Bérégovoy et Gabriel Attal n'ont pas été décorés de la Légion d'honneur.

### Salaire et avantages

#### Traitement brut mensuel
En 2018, la rémunération est de 15 140 € et n'augmente pas en 2019.
À compter de 2012, le traitement brut du Premier ministre est ramené à 1,05 x 2 x la moyenne entre le traitement le plus bas et le traitement le plus haut des fonctionnaires occupant les emplois de l'État classés dans la catégorie dite « hors échelle », ce qui additionné aux indemnités de résidence et de fonction donne 14 910 € en août 2012 ; c'est la même que celle du président de la République,,. Celle d'un ministre la même année est de 9 940 €.
Le Premier ministre reçoit, comme les membres du gouvernement ou le président de la République, un traitement brut mensuel, une indemnité de résidence (tous deux soumis aux cotisations sociales obligatoires et imposables à l'impôt sur le revenu) et une indemnité de fonction. Il n'existe plus de primes en liquide depuis 2001.
À compter de 2002, son traitement brut était de 1,5 x 2 x la moyenne entre le traitement le plus bas et le traitement le plus haut des fonctionnaires occupant les emplois de l'État classés dans la catégorie dite « hors échelle », ce qui additionné aux indemnités de résidence et de fonction donnait 21 300 € en juillet 2012.
À cela, il faut ajouter la prise en charge des dépenses téléphoniques et du courrier, ainsi que de tout déplacement lié à sa fonction.

#### Résidences

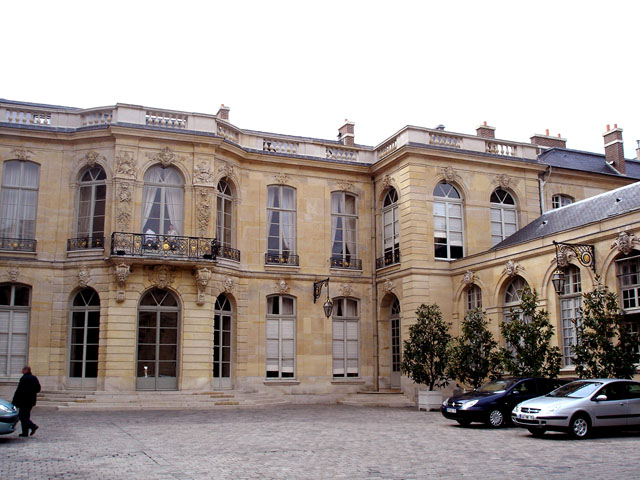
L'hôtel Matignon, résidence officielle du Premier ministre.

Depuis 1935, la résidence officielle du chef de gouvernement français (président du Conseil, puis Premier ministre), ainsi que ses bureaux, se trouvent dans l'hôtel de Matignon, situé au 57, rue de Varenne, dans le 7e arrondissement de Paris.
Le pavillon de La Lanterne, à Versailles, sert de lieu de villégiature aux Premiers ministres à partir de 1959. Depuis 2007, il est mis à la disposition de la présidence de la République. En échange, le domaine présidentiel de Souzy-la-Briche, dans l'Essonne, est mis à disposition du chef du Gouvernement.

#### Moyens de transports

##### Parc automobile

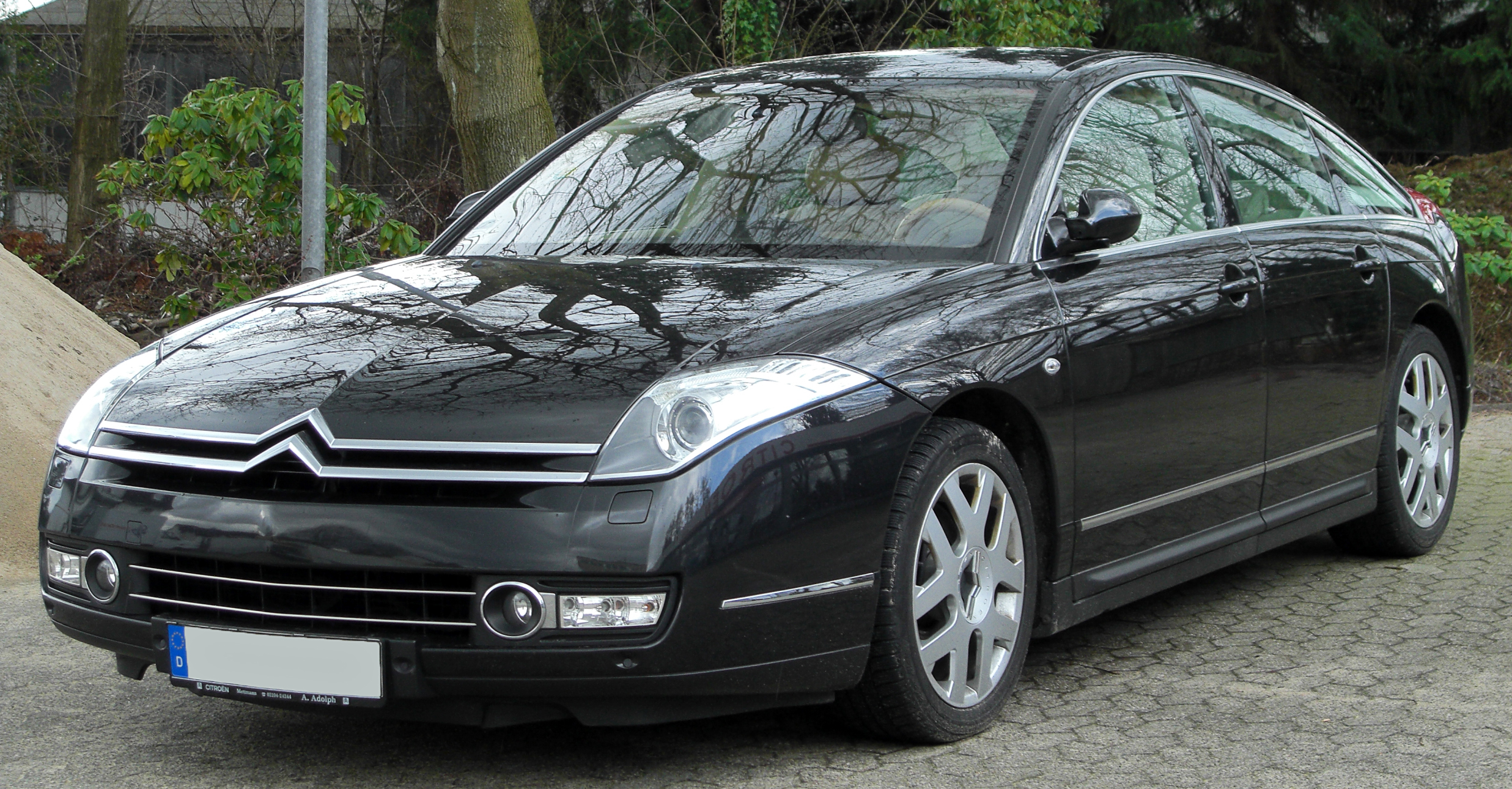
Une Citroën C6, véhicule utilisé par le Premier ministre de 2008 à 2016.

Le Premier ministre dispose d'une voiture de fonction blindée avec chauffeur, en l'occurrence un Renault Espace V (auparavant une Citroën C6 ou une Peugeot 607). Le parc automobile de Matignon comptait, jusqu'en 2008, environ 150 véhicules, dont une trentaine utilisée par les membres du cabinet du Premier ministre et les autres par les services dépendant du chef du gouvernement mais confiés notamment à des secrétaires d'État, mais sur ce total une cinquantaine de véhicules ont été vendus.

##### Transport aérien

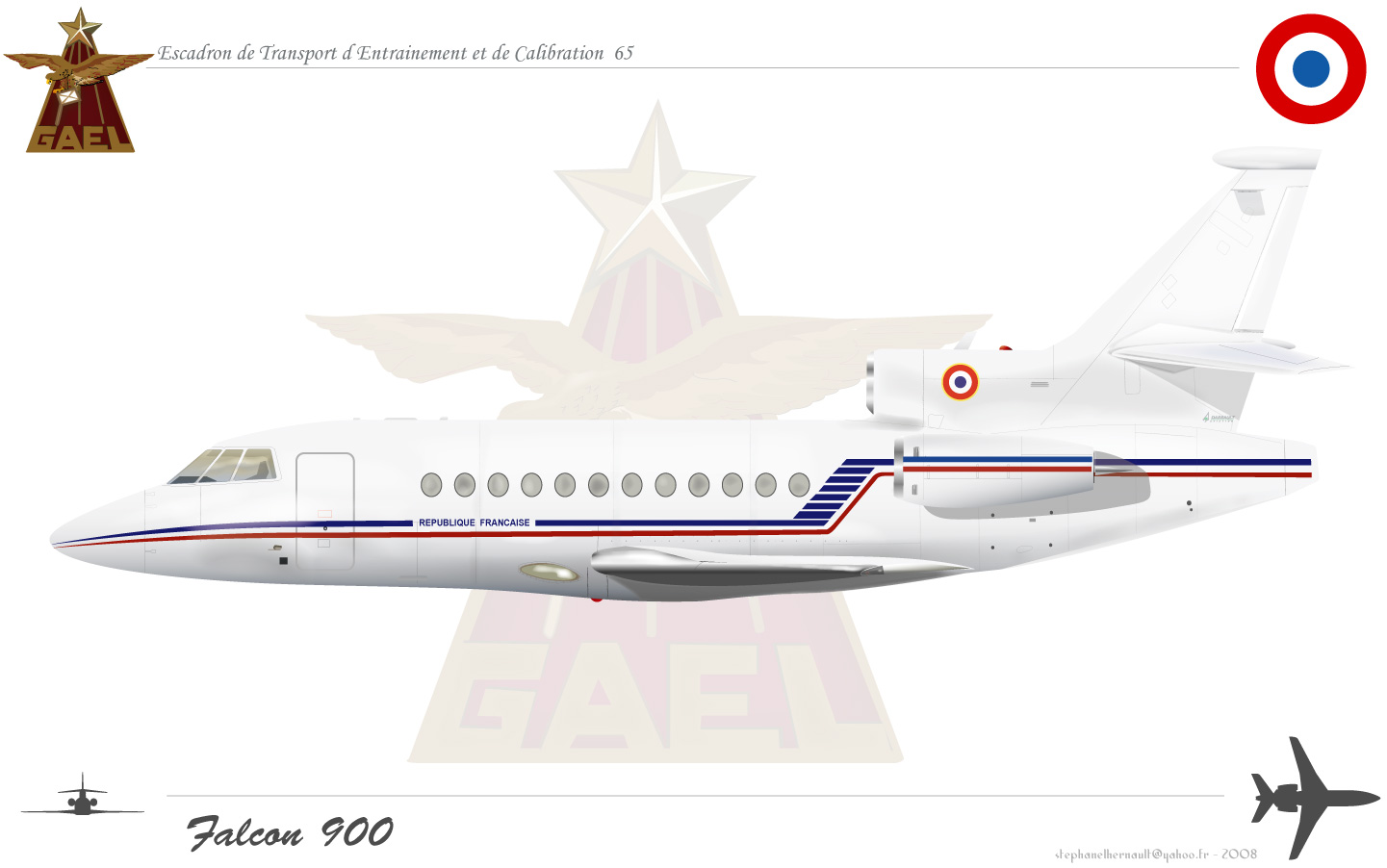
Un Falcon 900 de l'ETEC, le transport habituel du Premier ministre.

C'est une division de l'Armée de l'air, l'Escadron de transport 60 (ET 60), anciennement ETEC 65, qui, depuis la dissolution en 1995 du Groupe de liaisons aériennes ministérielles (GLAM) par le président Jacques Chirac, assure, entre autres, les missions de transport du président de la République et des autorités gouvernementales françaises, dont le Premier ministre. Le GLAM et l'ETEC ont tous deux été fondés en 1945. L'ET 60 est implanté sur la base aérienne 107 Villacoublay.
L'escadron dispose, à compter de novembre 2010, de :
- un Airbus A330-200 (F-RARF) ;
- deux Falcon 7X (F-RAFA et F-RAFB) ;
- quatre Falcon 50 (F-RAFI, F-RAFJ, F-RAFK et F-RAFL) ;
- deux Falcon 900 (F-RAFP et F-RAFQ) ;
- et trois hélicoptères Super Puma (F-RAFU, F-RAFY et F-RAFZ).

En 2007, le Premier ministre (Dominique de Villepin puis François Fillon) a effectué un peu plus de 356 heures de vol à bord des avions de l'ETEC, contre plus de 1 518 heures pour le président de la République (Jacques Chirac puis Nicolas Sarkozy).
Depuis juillet 2009 et mai 2010, l'ETEC dispose de deux Falcon 7X, baptisés Carla One par les aviateurs de l'Armée de l'air, en référence à l'épouse du président Carla Bruni-Sarkozy et à l'avion présidentiel américain Air Force One. Tous deux assurent soit la desserte lors de courtes distances des membres du gouvernement ou du président, soit le rôle d'avion de secours de l'appareil présidentiel (ou du Premier ministre) principal en cas de soucis techniques.
Surnommé Air Sarko One par la presse, un Airbus A330-200 a été acheté en 2009 à la compagnie Air Caraïbes afin de pallier la capacité et l'autonomie jugées insuffisantes des Airbus A319 CJ, qui, eux, seront revendus. Le nouvel appareil présidentiel a été entièrement aménagé en vue de sa nouvelle utilisation (notamment en comprenant un espace privé pour le président, un bureau, une salle de réunion, une salle de communication et une cuisine). Il entre en fonction le 11 novembre 2010, à l'occasion du déplacement de Nicolas Sarkozy à Séoul, en Corée du Sud, dans le cadre du 15e sommet du G20. Bien que généralement utilisé par le président de la République, l'A330 reste à la disposition du Premier ministre ou de tout autre membre du gouvernement ; ainsi, en décembre 2010, dans le cadre d'un sommet de l'OSCE organisé à Astana au Kazakhstan, le Premier ministre François Fillon a effectué le voyage depuis Paris à bord de celui-ci.
Les vols sont identifiés sous l'indicatif COTAM « 0xy », COTAM 0001 (Cotam Unité) étant réservé au président de la République, et COTAM 0002 (Cotam Deux) au Premier ministre.

##### Transports ferroviaires
Le Premier ministre, à l'instar des autres membres du Gouvernement, dispose d'un accès gratuit à l'ensemble du réseau SNCF, en première classe.

## Services

### Cabinet du Premier ministre
| Cabinet | Cabinet | Cabinet | Cabinet | Cabinet |
| Cabinet civil | Cabinet civil | Cabinet militaire | Cabinet militaire | Cabinet militaire |
| --- | --- | --- | --- | --- |
| - Directeur de cabinet (x1) Directrice de cabinet adjointe (x1) - Chef de cabinet (x1) Chefs de cabinet adjoint (x2) Conseillers auprès du Premier ministre, du directeur de cabinet et de la directrice adjointe de cabinet : - Conseiller du Premier ministre (x1) - Conseiller du Premier ministre (Affaires réservées - x1) - Conseillère du Premier ministre (Communication et Presse - x1) - Conseiller auprès du Directeur de cabinet et de la Directrice adjointe de cabinet (x1)                             | - Directeur de cabinet (x1) Directrice de cabinet adjointe (x1) - Chef de cabinet (x1) Chefs de cabinet adjoint (x2) Conseillers auprès du Premier ministre, du directeur de cabinet et de la directrice adjointe de cabinet : - Conseiller du Premier ministre (x1) - Conseiller du Premier ministre (Affaires réservées - x1) - Conseillère du Premier ministre (Communication et Presse - x1) - Conseiller auprès du Directeur de cabinet et de la Directrice adjointe de cabinet (x1) | - Chef de cabinet militaire (x1) | - Chef de cabinet militaire (x1) | - Chef de cabinet militaire (x1) |
| Les pôles de gestion du Cabinet | | | | |
| Pôle Économie, Finances, Industrie et Numérique | Pôle Affaires Intérieures | Pôle Social | Pôle Écologie, Agriculture, Énergie, Logement et Transport | Pôle Territoires |
| 1 Conseiller Économie, Finances, Industrie et Numérique (chef de pôle) 1 Conseiller Participations publiques et Concurrence 1 Conseillère Industrie, Recherche et Innovation 1 Conseillère Attractivité, Export, Politiques commerciales et Tourisme 1 Conseiller Petites et moyennes entreprises, Consommation Économie responsable 1 Conseiller Services financiers et Affaires financières multilatérales 1 Conseillère Macro-économie et Politiques publiques 1 Conseiller Fiscalité et Prélèvements obligatoires | 1 Conseiller Affaires intérieures (chef de pôle) 1 Chargée de mission auprès du Conseiller Affaires intérieures 1 Conseiller Sécurité intérieure 1 Conseiller Outre-mer 1 Conseillère Affaires intérieures | 1 Conseiller Social (chef de pôle) 1 Conseillère Santé des populations, Produits de santé et Bioéthique 1 Conseillère Handicap et Grand âge 1 Conseiller Comptes sociaux 1 Conseillère Solidarités, Egalité entre les femmes et les hommes et Lutte contre les discriminations 1 Conseiller Travail et Emploi 1 Conseiller Protection sociale 1 Conseillère Organisation et Financement des soins | 1 Conseiller Écologie, Agriculture, Énergie, Logement et Transport (chef de pôle) 1 Conseillère Écologie 1 Conseiller Agriculture 1 Conseiller Énergie 1 Conseillère Logement 1 Conseiller Transport | 1 Conseiller Territoires (chef de pôle) 1 Conseiller Territoires (adjoint au chef de pôle) 1 Conseiller Collectivités territoriales |
| Pôle Action et Comptes publics | Pôle Diplomatique | Pôle Europe | Pôle Justice | Pôle Éducation |
| 1 Conseiller Action et Comptes publics (chef de pôle) 1 Conseiller Fonction publique 1 Conseillère Transformation publique et numérique de l'État 1 Conseillère Budget 1 Conseiller Finances locales et Action publique territoriale | 1 Conseiller diplomatique (chef de pôle) 1 Conseillère Affaires étrangères | 1 Conseiller Europe (chef de pôle) 1 Conseillère Europe | 1 Conseiller Justice | 1 Conseiller Sports et Jeux Olympiques et Paralympiques                                                                             |
| Pôle Culture, Communication et Régulation numérique | Pôle Parlementaire | Pôle Discours, Argumentaire et Opinion | Pôle Communication | |
| 1 Conseiller Culture, Communication et Régulation numérique (chef de pôle) 1 Conseillère Culture | 1 Conseillère parlementaire1 Conseiller parlementaire | 1 Conseiller Discours, Argumentaire et Opinion (chef de pôle)1 Conseiller technique Discours | 1 Conseillère Communication (cheffe de pôle) 1 Conseillère technique Presse 1 Conseiller technique Communication numérique 1 Conseiller technique Presse                                             | |

### Services du Premier ministre
| Service | type                                    |
| --- | --------------------------------------- |
| Délégation interministérielle à l'hébergement et à l'accès au logement | Affaires sociales                       |
| Haut Conseil de la famille, de l'enfance et de l'âge | Affaires sociales                       |
| Haut Conseil à la vie associative | Affaires sociales                       |
| Délégué interministériel à la mixité sociale dans l'habitat | Affaires sociales                       |
| Conseil national de l'Insertion par l'activité économique | Affaires sociales                       |
| Haut comité pour le logement des personnes défavorisées | Affaires sociales                       |
| Conseil national des politiques de lutte contre la pauvreté et l'exclusion sociale                                                                                          | Affaires sociales                       |
| Commission d'accès aux documents administratifs | Autorité administrative indépendante    |
| Commission nationale de l'informatique et des libertés | Autorité administrative indépendante    |
| Défenseur des droits | Autorité administrative indépendante    |
| Comité consultatif national d'éthique pour les sciences de la vie et de la santé                                                                                            | Droits et libertés                      |
| Haute Autorité pour la transparence de la vie publique | Autorité administrative indépendante    |
| Autorité de régulation de la communication audiovisuelle et numérique (Arcom)                                                                                               | Autorité administrative indépendante    |
| Commission nationale consultative des droits de l'homme | Droits et libertés                      |
| Contrôleur général des lieux de privation de liberté | Autorité administrative indépendante    |
| Secrétariat général du gouvernement (SGG) | Coordination du travail gouvernemental  |
| Secrétariat général de la mer | Coordination du travail gouvernemental  |
| Secrétariat général à la Planification écologique | Coordination du travail gouvernemental  |
| Cabinet du Premier ministre Cabinet militaire du Premier ministre, Centre de transmissions gouvernemental - Antenne de Matignon, Commandement militaire de l'Hôtel Matignon | Coordination du travail gouvernemental  |
| Commission pour l'indemnisation des victimes de spoliations intervenues du fait des législations antisémites en vigueur pendant l'Occupation (CIVS)                         | Coordination du travail gouvernemental  |
| Comité d'indemnisation des victimes des essais nucléaires | Coordination du travail gouvernemental  |
| Conseil national consultatif des personnes handicapées | Coordination du travail gouvernemental  |
| Service d'information du gouvernement (SIG) | Coordination du travail gouvernemental  |
| Délégué et comité interministériel aux archives de France | Coordination du travail gouvernemental  |
| Mission interministérielle de lutte contre les drogues et les conduites addictives                                                                                          | Coordination du travail gouvernemental  |
| Comité interministériel du handicap | Coordination du travail gouvernemental  |
| Commission supérieure de codification | Coordination du travail gouvernemental  |
| Mission cadres dirigeants | Coordination du travail gouvernemental  |
| Comité interministériel de l'aide aux victimes et secrétariat général à l'aide aux victimes                                                                                 | Coordination du travail gouvernemental  |
| Délégation interministérielle à la Méditerranée | Coordination territoriale               |
| Mission interministérielle de vigilance et de lutte contre les dérives sectaires                                                                                            | Droits et libertés                      |
| Délégation interministérielle pour l'égalité des chances des Français d'outre-mer                                                                                           | Droits et libertés                      |
| Commission nationale d'orientation et d'intégration | Droits et libertés                      |
| Haut Conseil à l'égalité entre les femmes et les hommes | Droits et libertés                      |
| Délégation interministérielle à la lutte contre le racisme, l'antisémitisme et la haine anti-LGBT                                                                           | Droits et libertés                      |
| Conseil national de l'industrie | Économie                                |
| Secrétariat général pour l'investissement | Économie                                |
| Institut national du service public (INSP) | Formation                               |
| Conseil d'orientation de l'édition publique et de l'information administrative                                                                                              | Information administrative              |
| Direction de l'information légale et administrative | Information administrative              |
| Grande chancellerie de la Légion d'honneur | Mémoire et distinctions                 |
| Conseil national des communes « Compagnon de la Libération » | Mémoire et distinctions                 |
| Secrétariat général des affaires européennes (SGAE) | Politique européenne et internationale  |
| Haut conseil du financement de la protection sociale | Santé publique                          |
| Secrétariat général de la défense et de la sécurité nationale (SGDSN) | Sécurité et Défense                     |
| Institut national des hautes études de la Sécurité et de la Justice | Sécurité et Défense                     |
| Groupement interministériel de contrôle | Sécurité et Défense                     |
| Institut des hautes études de Défense nationale | Sécurité et Défense                     |
| Comité de la filière industrielle de sécurité | Sécurité et Défense                     |
| Direction des services administratifs et financiers | Soutien                                 |
| Haut-commissariat à la Stratégie et au Plan | Stratégie, prospective et planification |
| Conseil d'orientation pour l'emploi (COE) | Stratégie et prospective                |
| Centre d'études prospectives et d'informations internationales | Stratégie et prospective                |
| Conseil d'orientation des retraites (COR) | Stratégie et prospective                |
| Conseil d'analyse économique (CAE) | Stratégie et prospective                |
| Direction générale de l'administration et de la fonction publique | Fonction publique                       |
| Conseil stratégique de la recherche | Recherche                               |
| Direction Interministérielle du Numérique | Recherche                               |

### Démission traditionnelle en transition entre deux quinquennats
Depuis la mise en place du quinquennat, il est de tradition que le Premier ministre présente après l'élection présidentielle la démission de son gouvernement au président de la République sortant. Auparavant, il présentait cette démission au nouveau président de la République. Dans tous les cas, le Premier ministre démissionnaire reste en place pour expédier les affaires courantes jusqu'à la nomination du Premier ministre choisi par le nouveau chef de l'État. C'est également le cas hors du cadre de la transition entre deux présidents de la République, lorsque le Premier ministre démissionne et est reconduit ou remplacé par un autre.

## Liste des Premiers ministres français

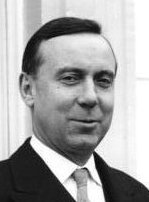
Michel Debré (UNR) 1959-1962 •
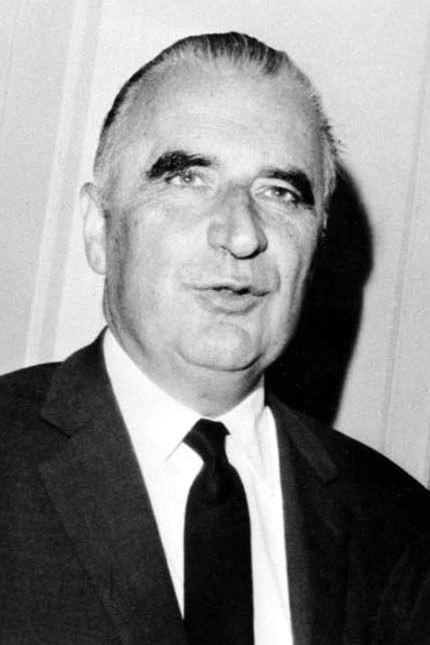
Georges Pompidou (UNR puis UDR) 1962-1968 I, II, III et IV
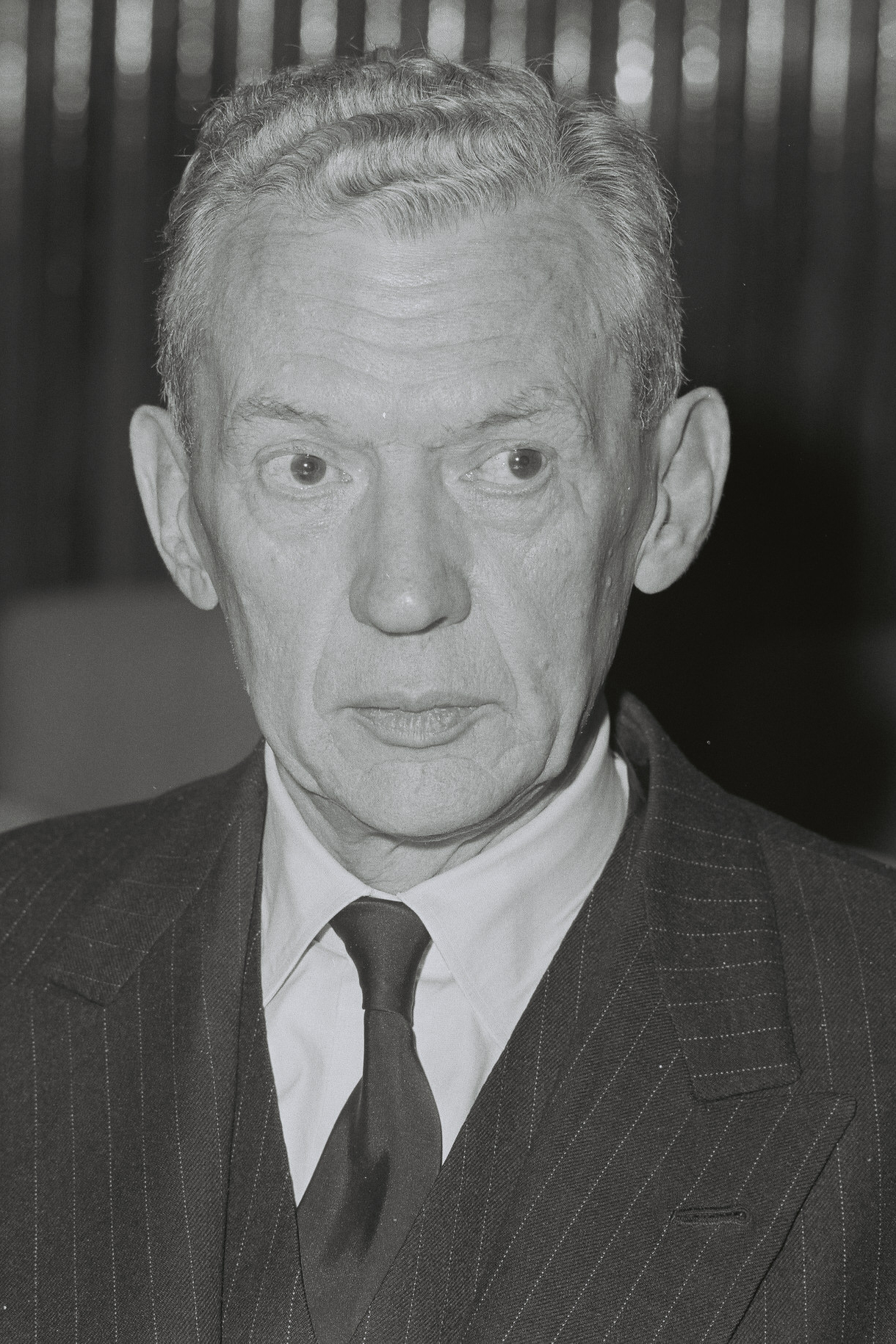
Maurice Couve de Murville (UDR) 1968-1969 •
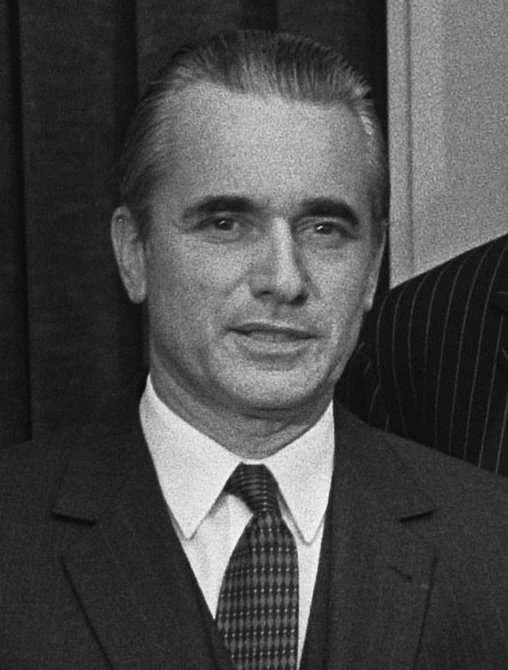
Jacques Chaban-Delmas (UDR) 1969-1972 •
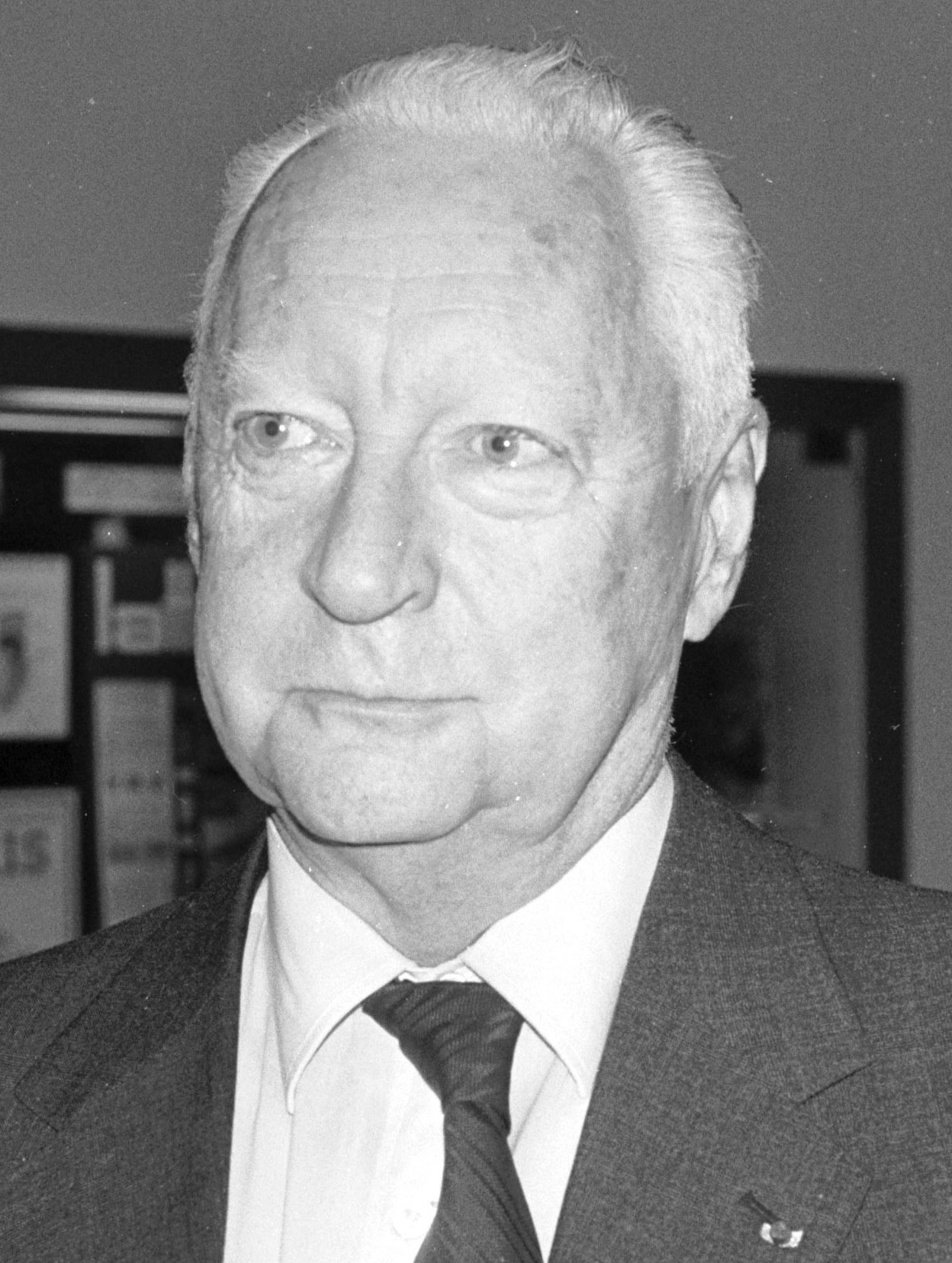
Pierre Messmer (UDR) 1972-1974 I, II et III
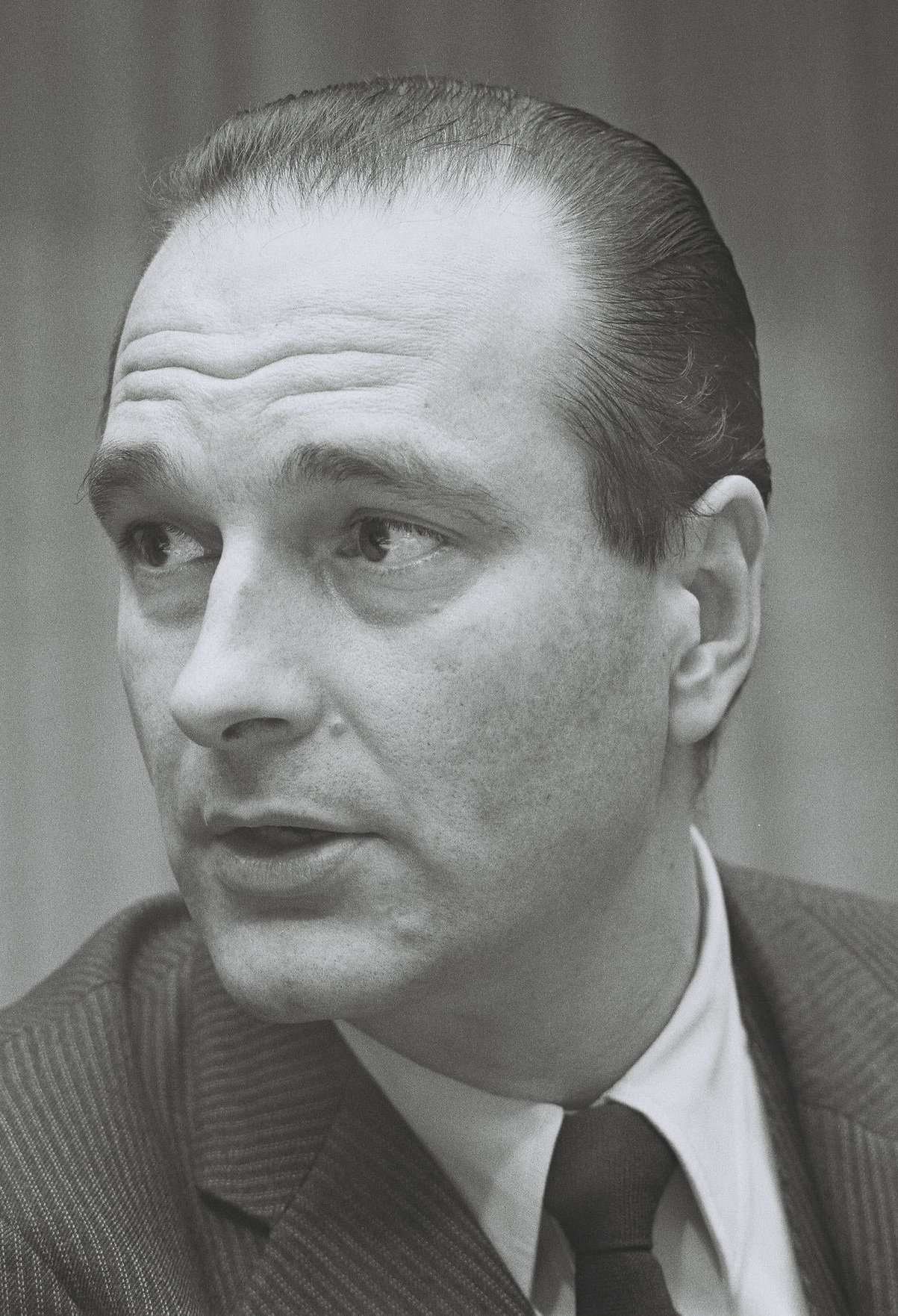
Jacques Chirac (UDR) 1974-1976 I
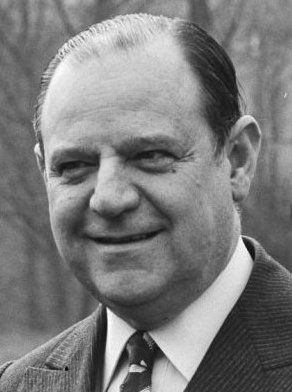
Raymond Barre (DVD) 1976-1981 I, II et III
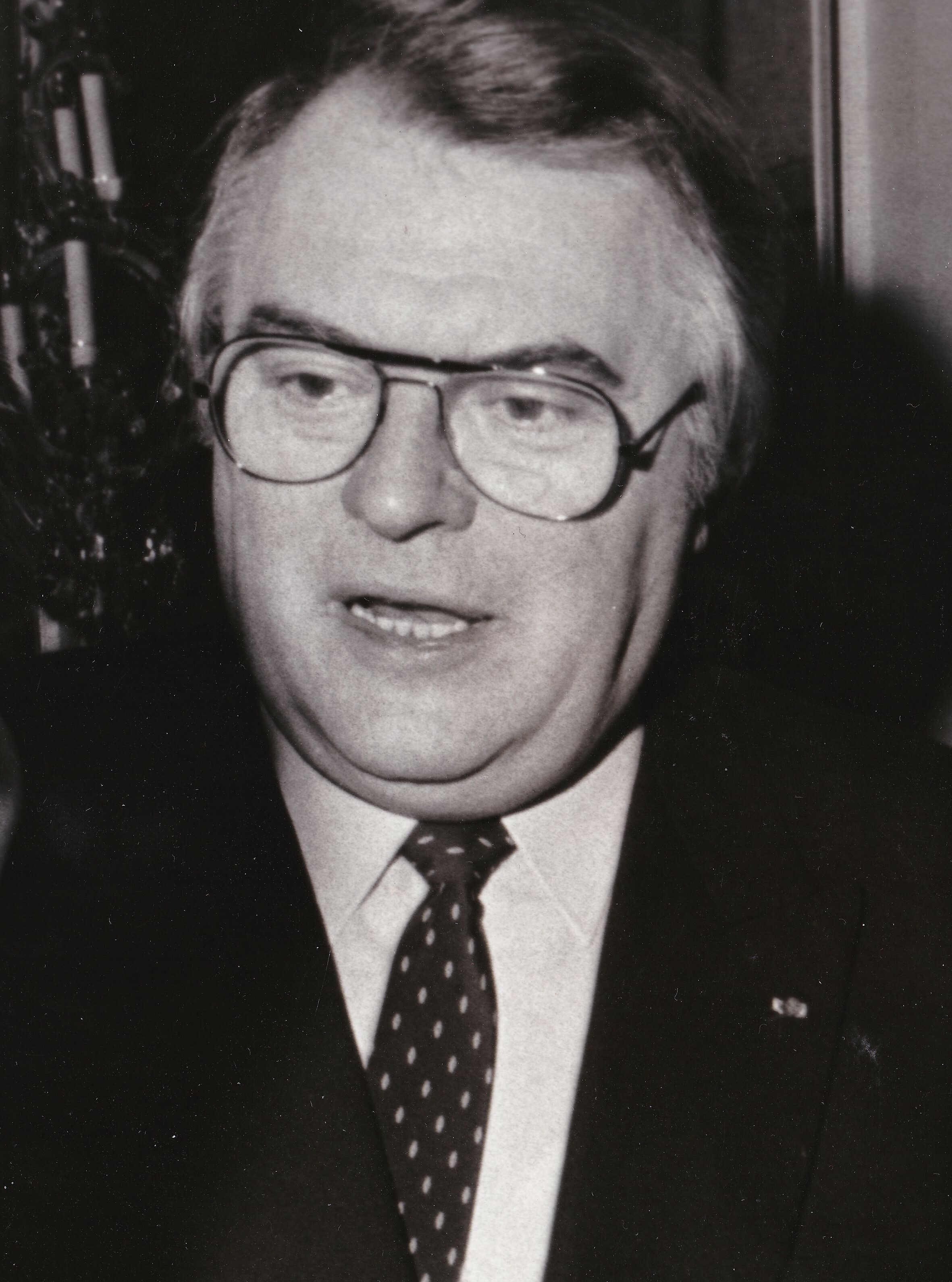
Pierre Mauroy (PS) 1981-1984 I, II et III
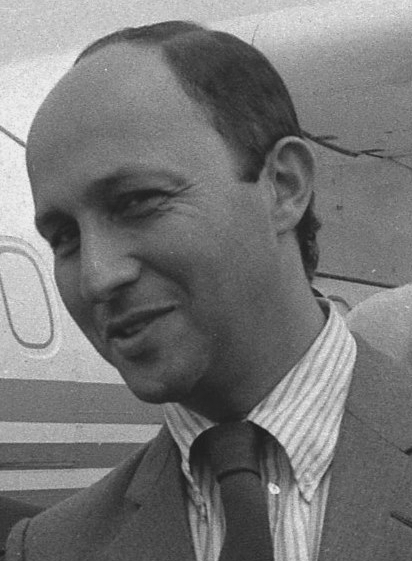
Laurent Fabius (PS) 1984-1986 •
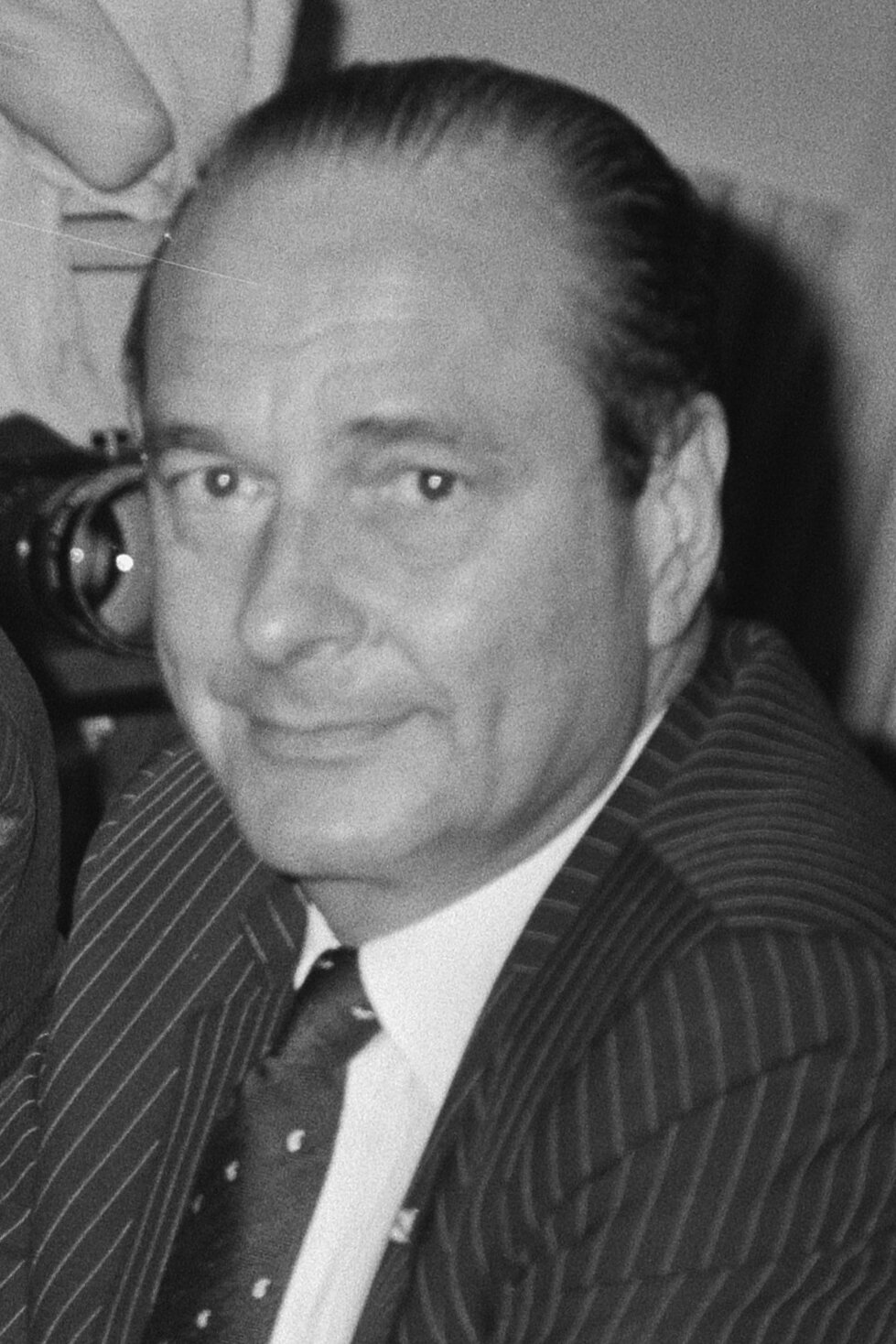
Jacques Chirac (RPR) 1986-1988 II
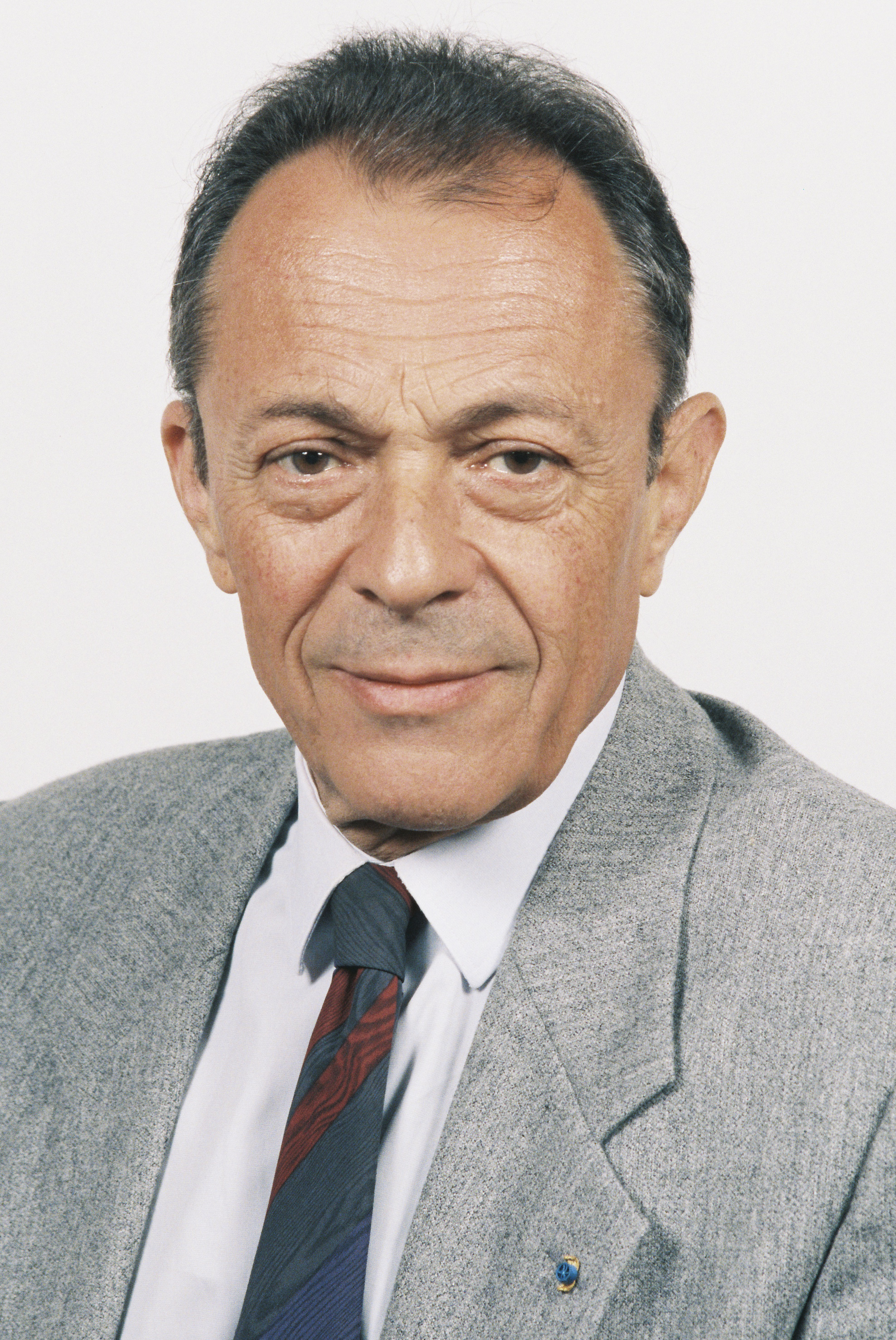
Michel Rocard (PS) 1988-1991 I et II
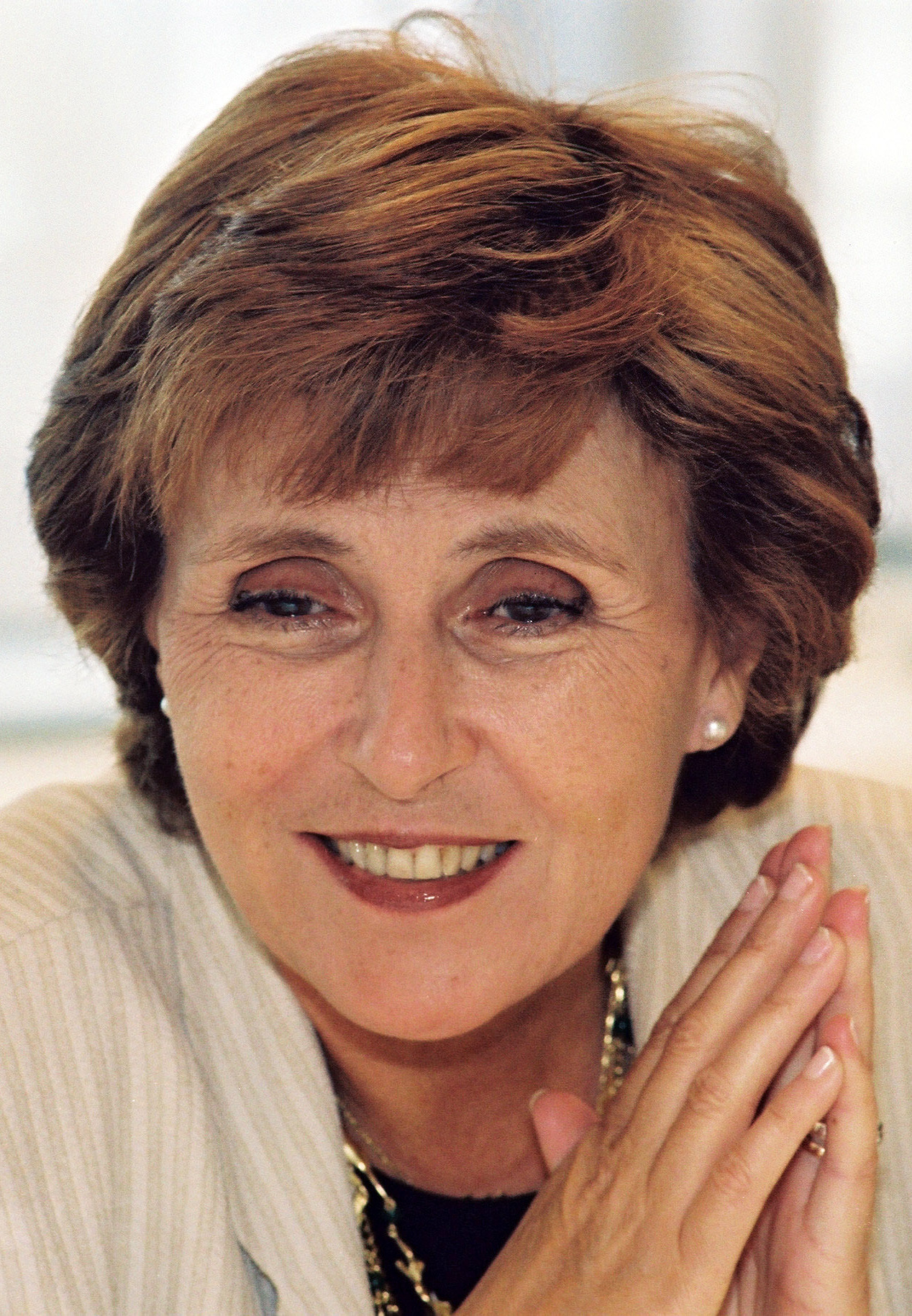
Édith Cresson (PS) 1991-1992 •
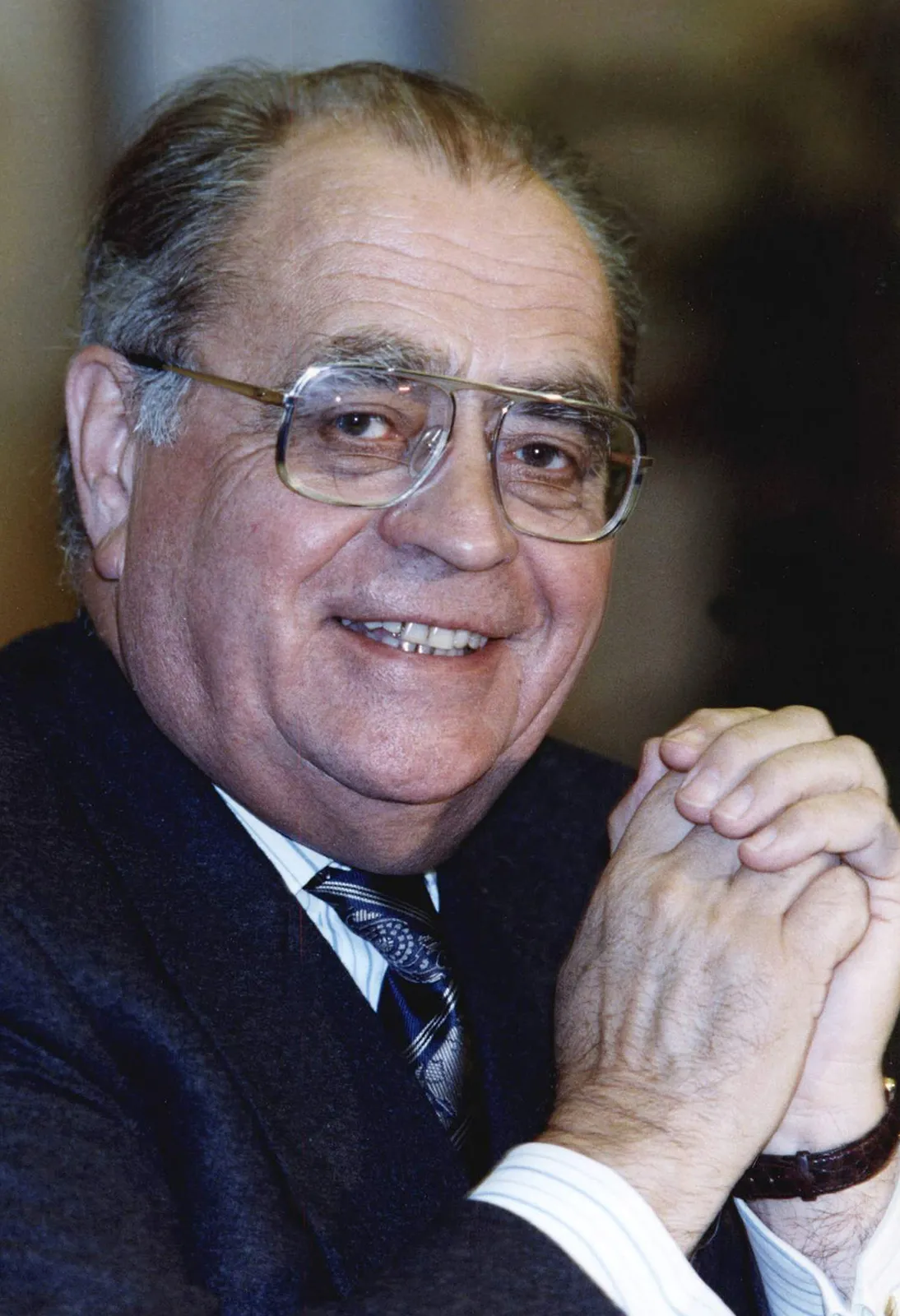
Pierre Bérégovoy (PS) 1992-1993 •
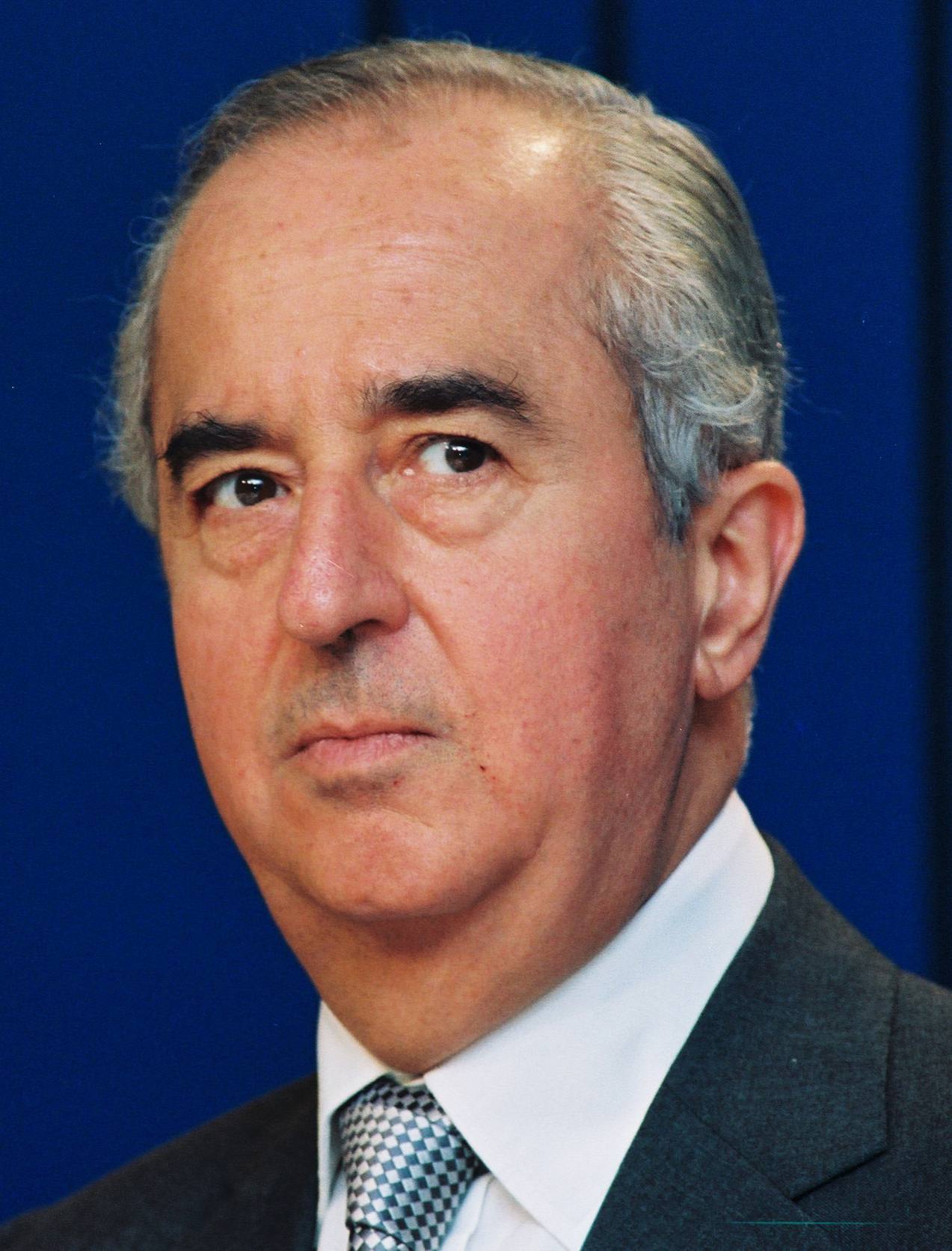
Édouard Balladur (RPR) 1993-1995 •
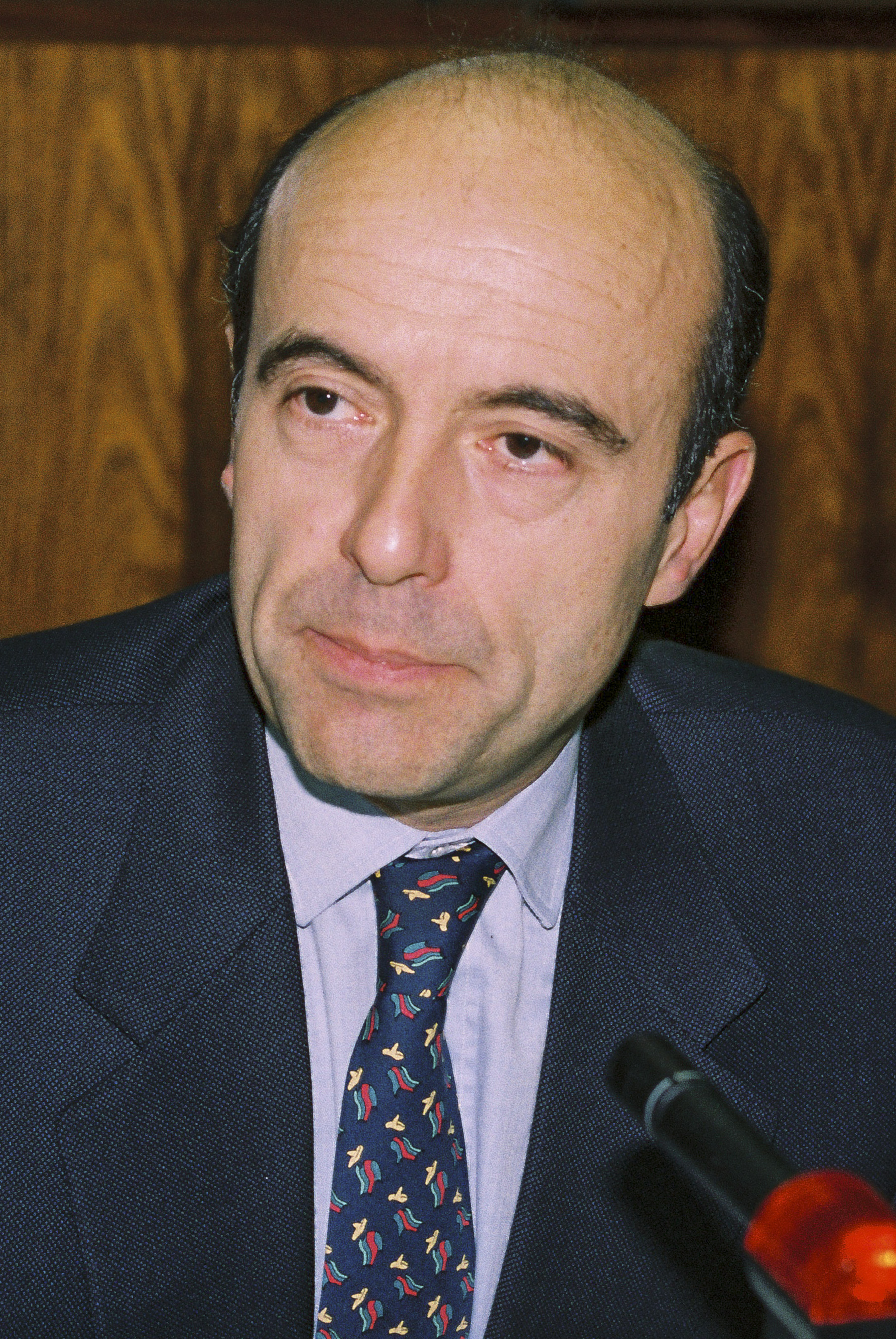
Alain Juppé (RPR) 1995-1997 I et II
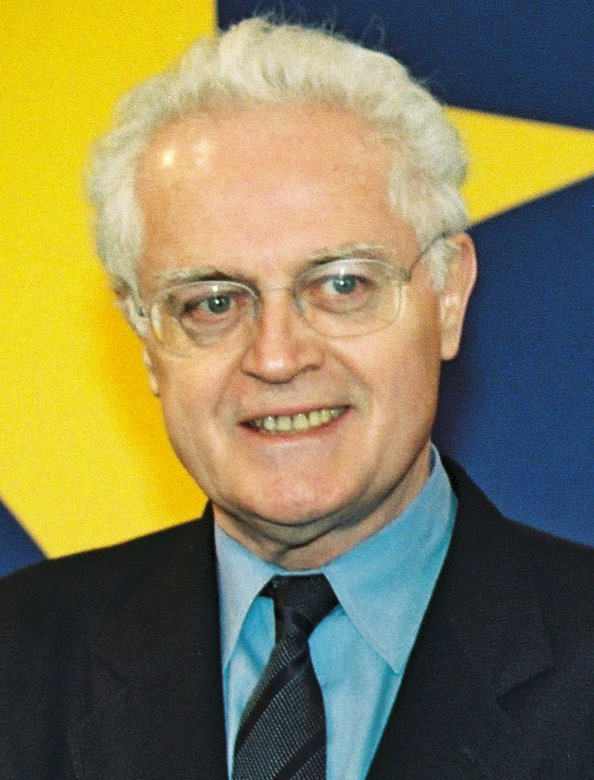
Lionel Jospin (PS) 1997-2002 •
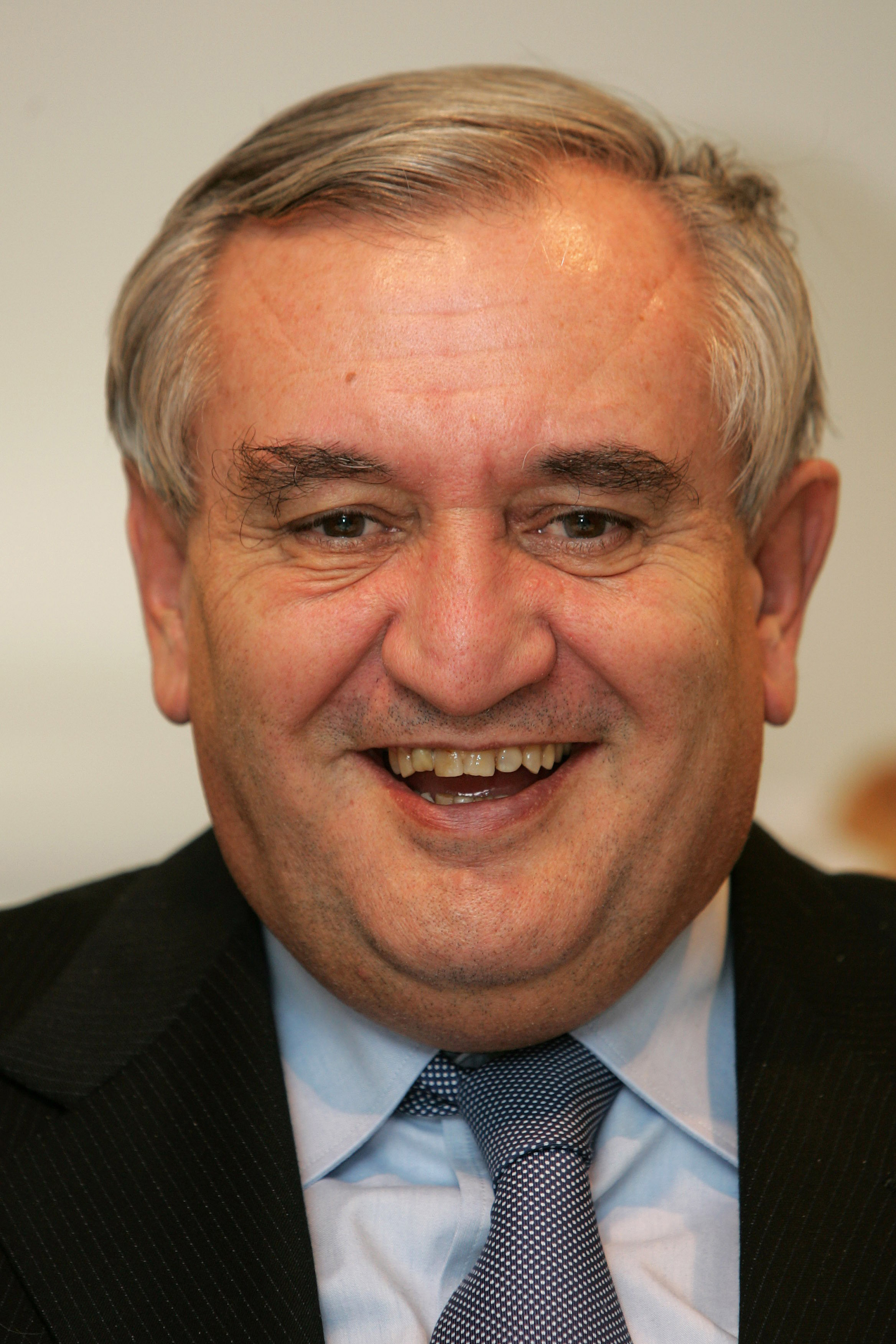
Jean-Pierre Raffarin (UMP) 2002-2005 I, II et III
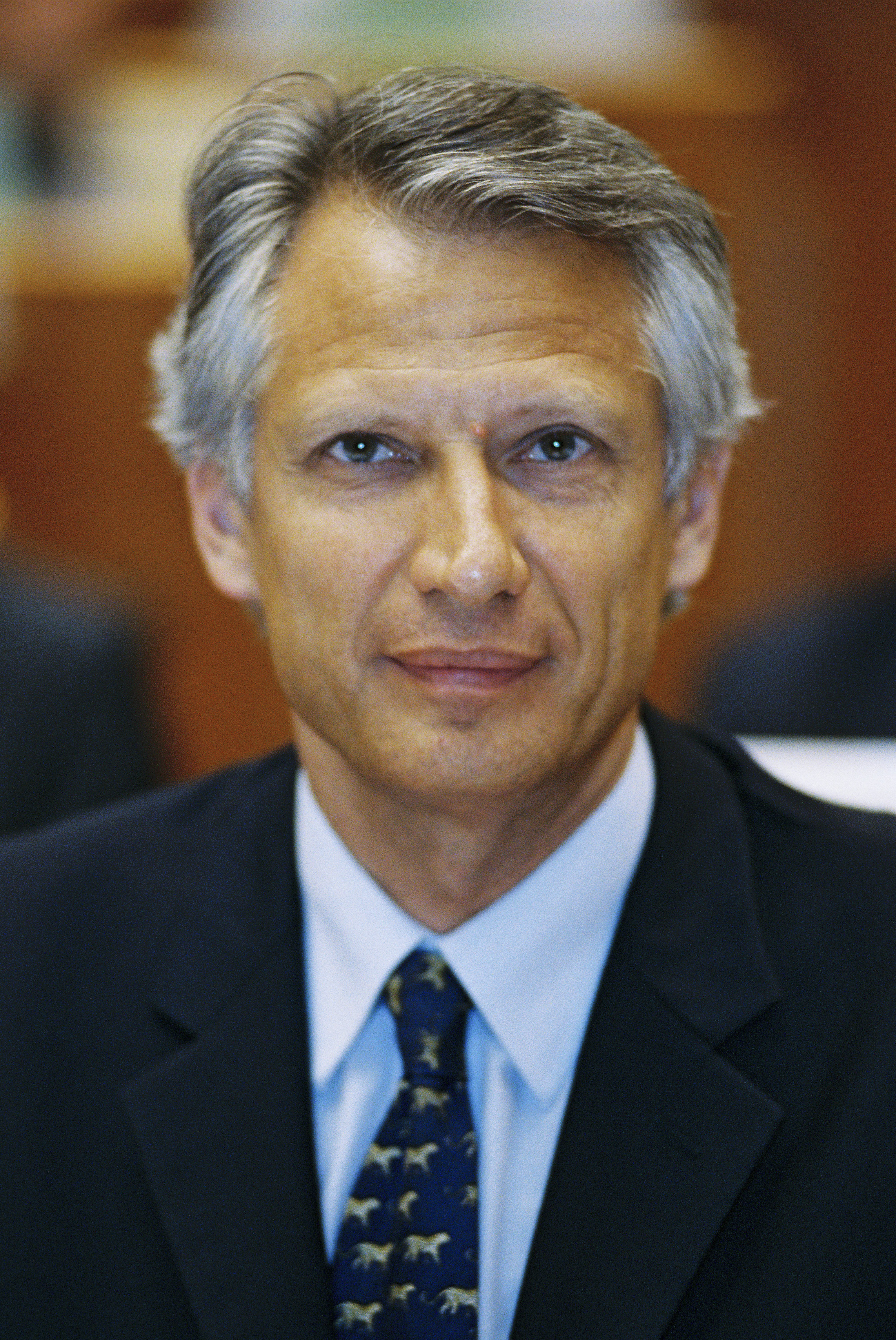
Dominique de Villepin (UMP) 2005-2007 •
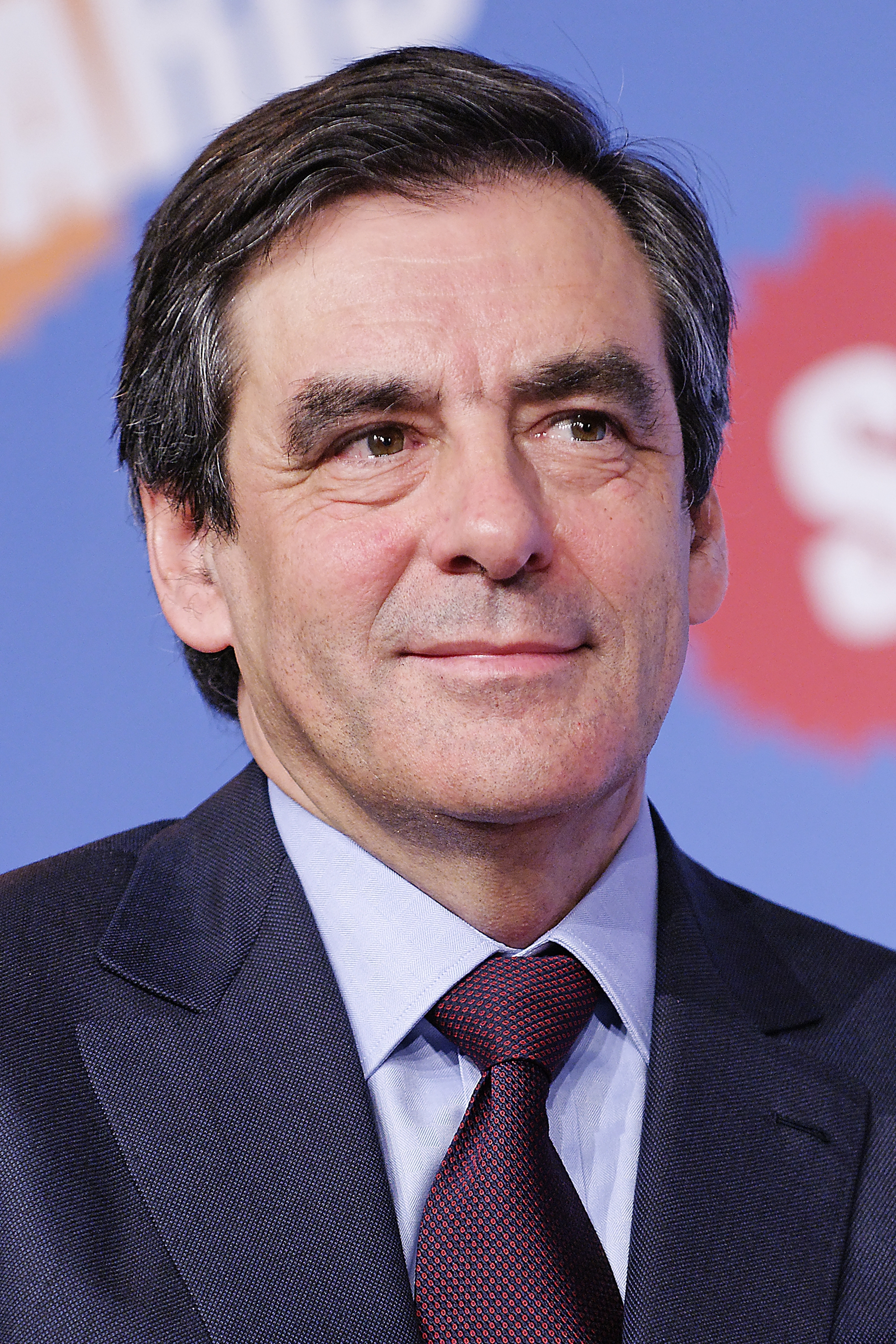
François Fillon (UMP) 2007-2012 I, II et III
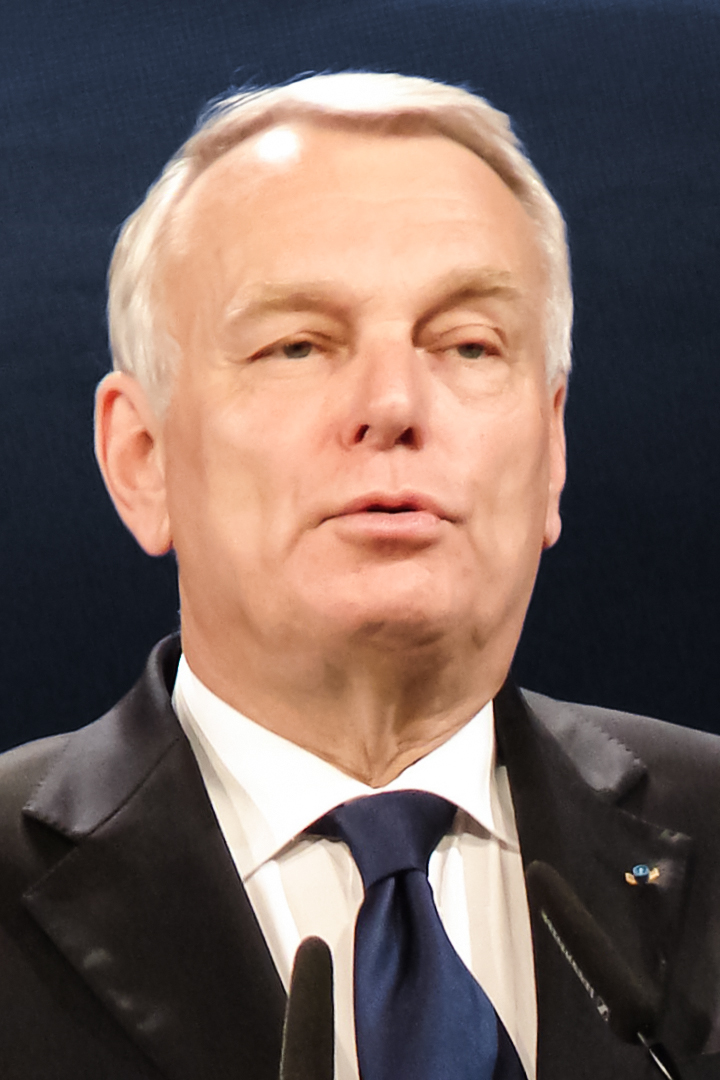
Jean-Marc Ayrault (PS) 2012-2014 I et II
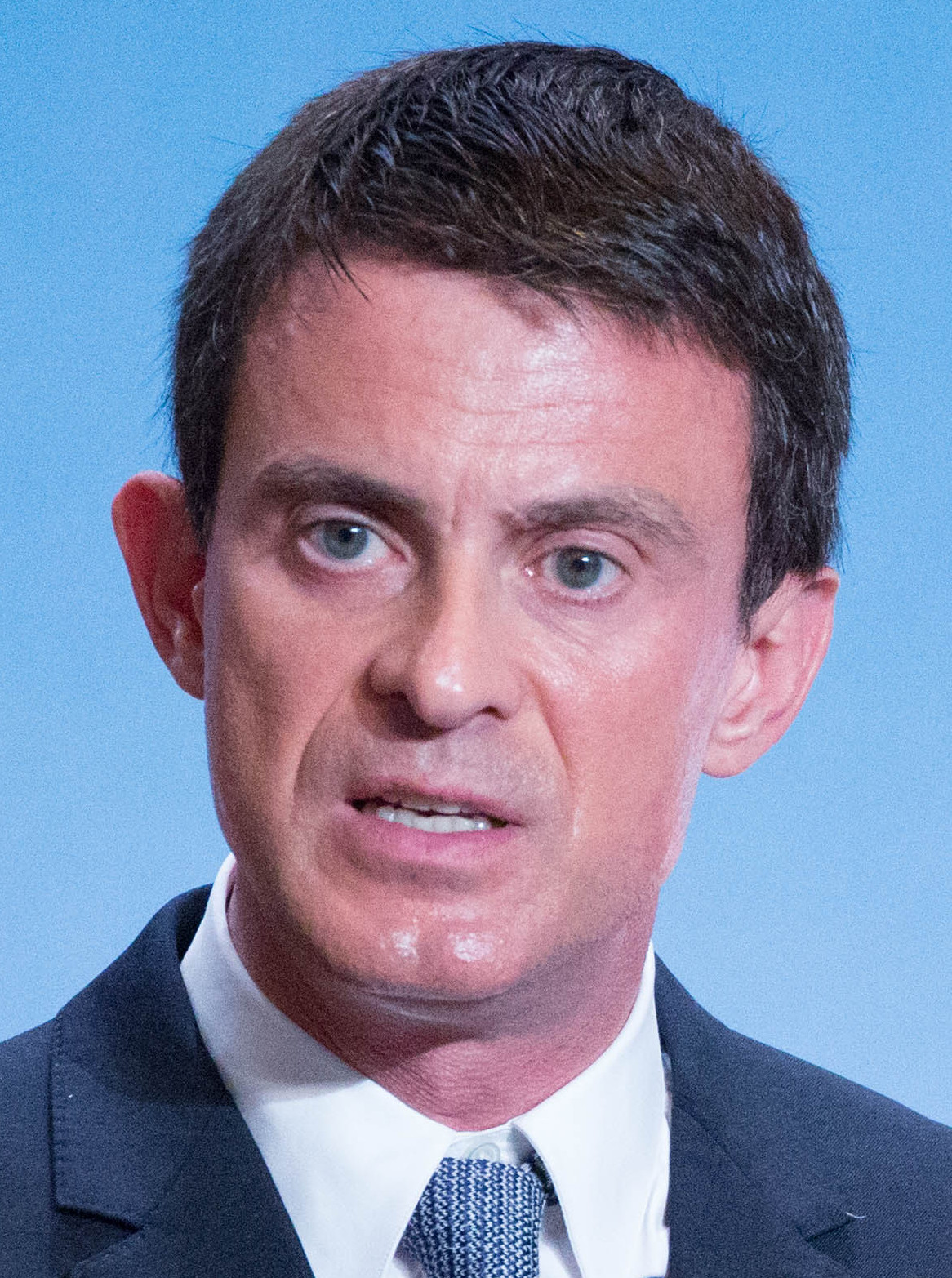
Manuel Valls (PS) 2014-2016 I et II
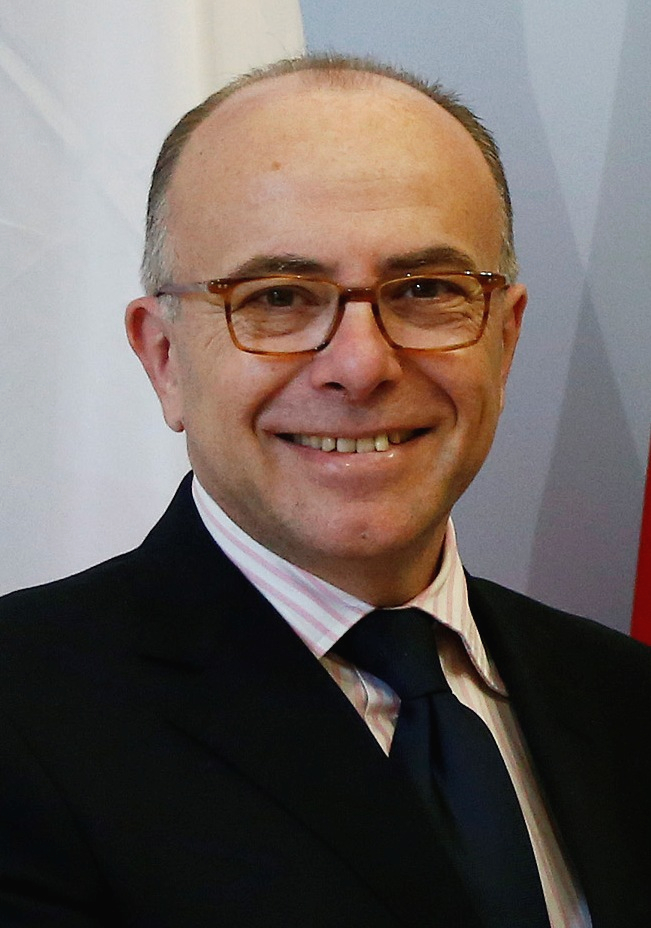
Bernard Cazeneuve (PS) 2016-2017 •
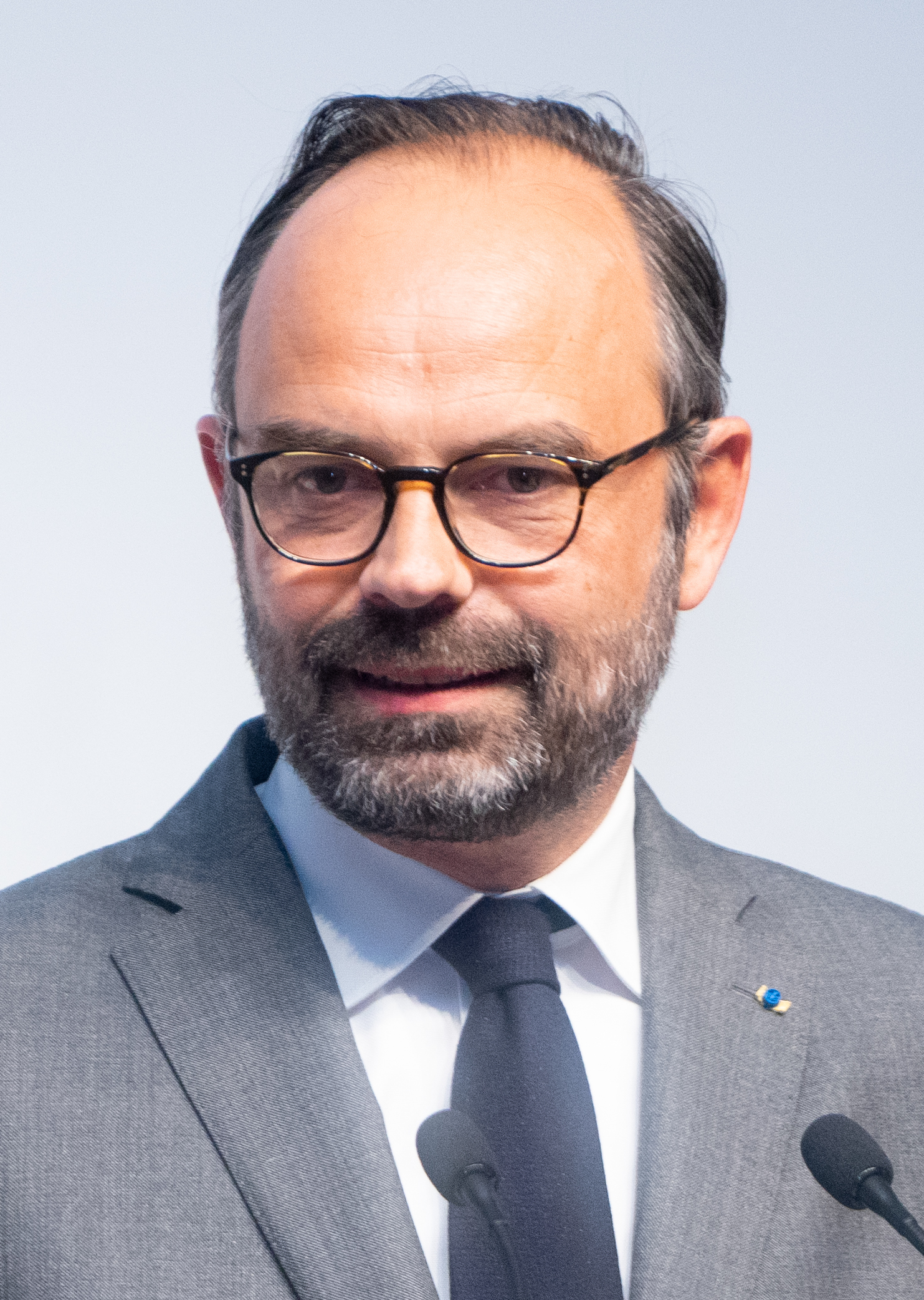
Édouard Philippe (DVD) 2017-2020 I et II
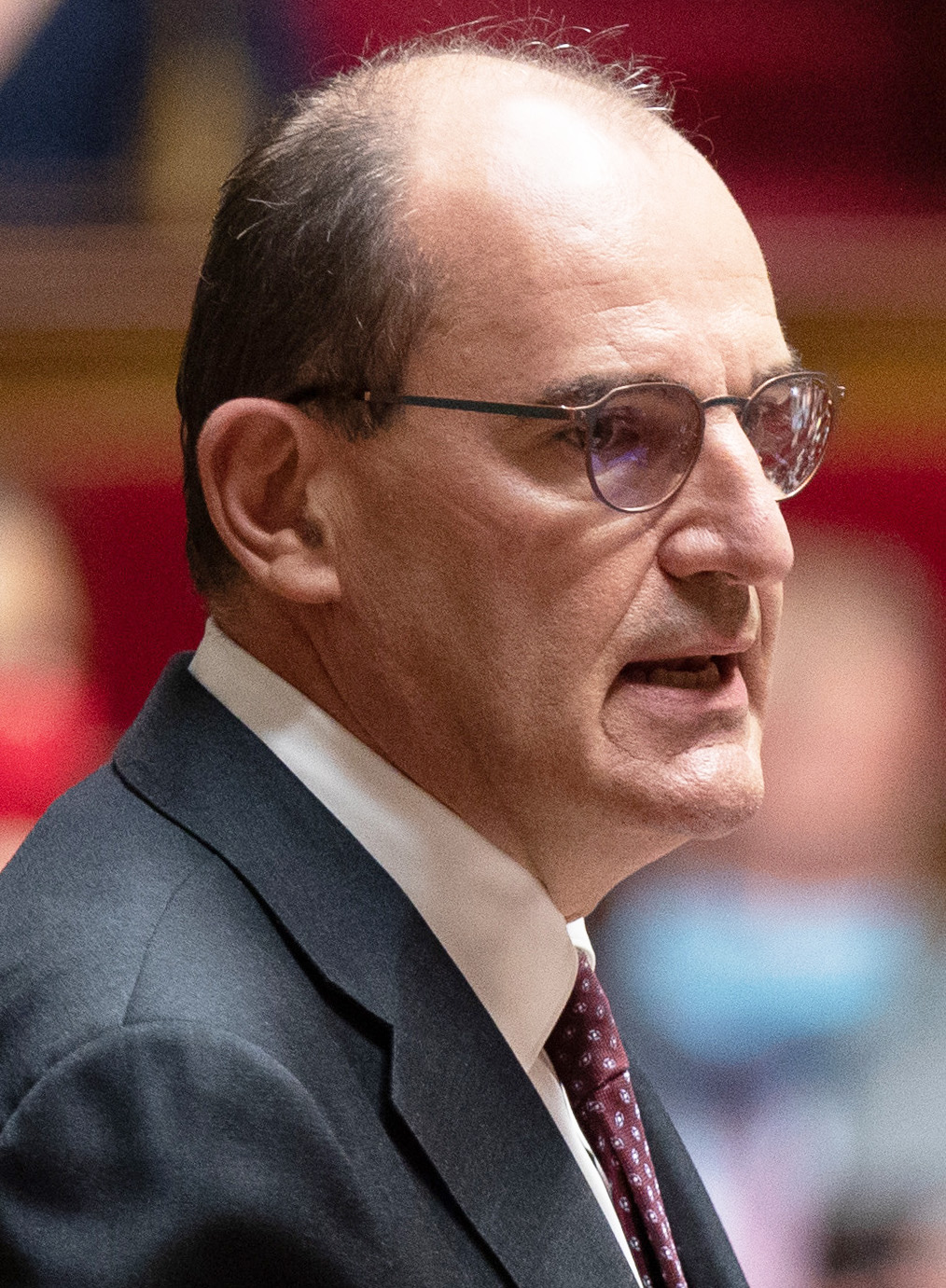
Jean Castex (DVD) 2020-2022 •
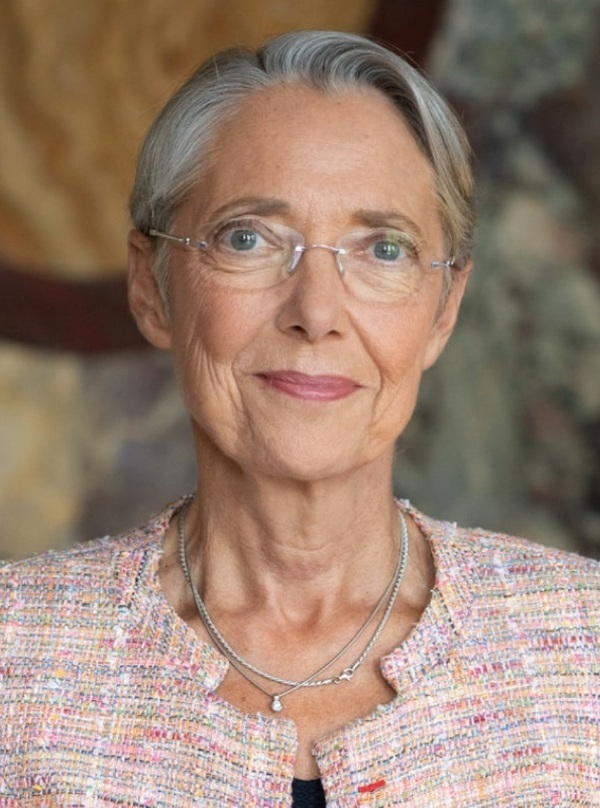
Élisabeth Borne (RE) 2022-2024 •
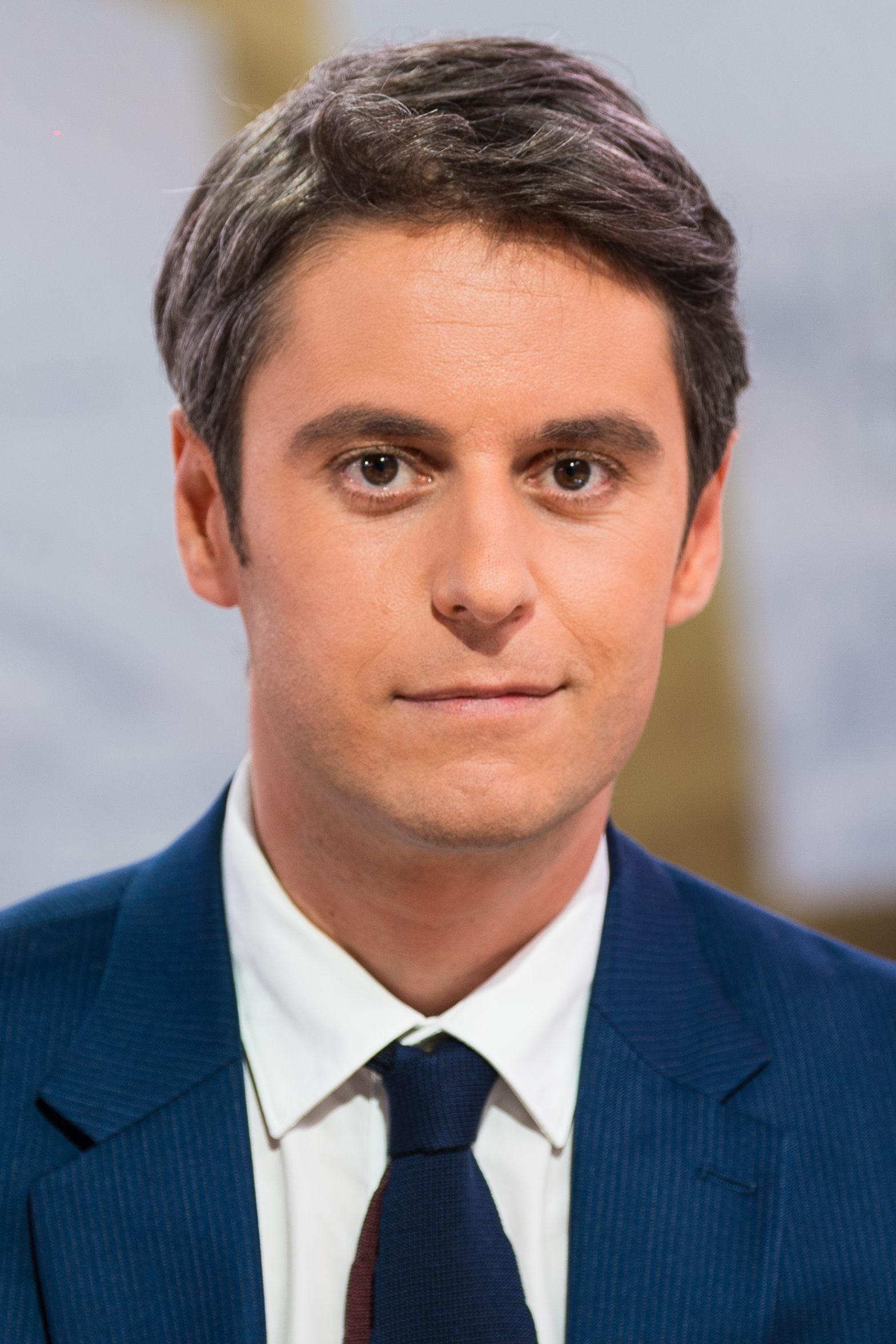
Gabriel Attal (RE) 2024 •
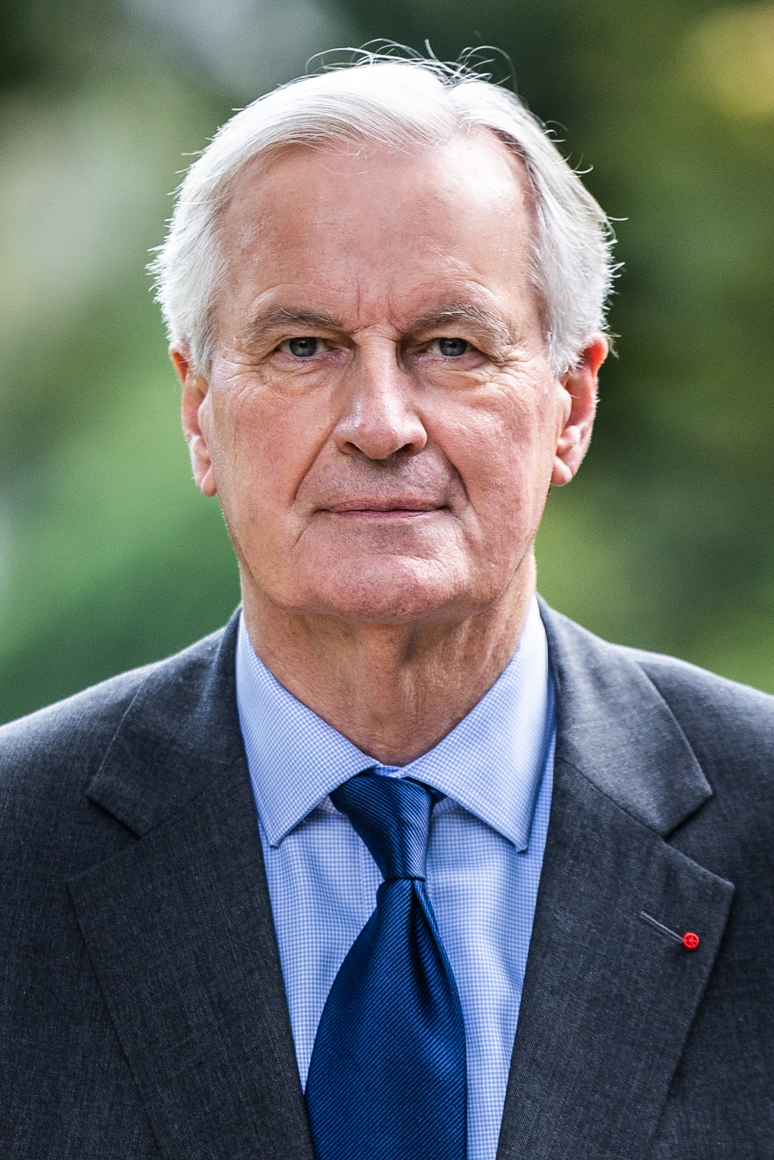
Michel Barnier (LR) 2024 •
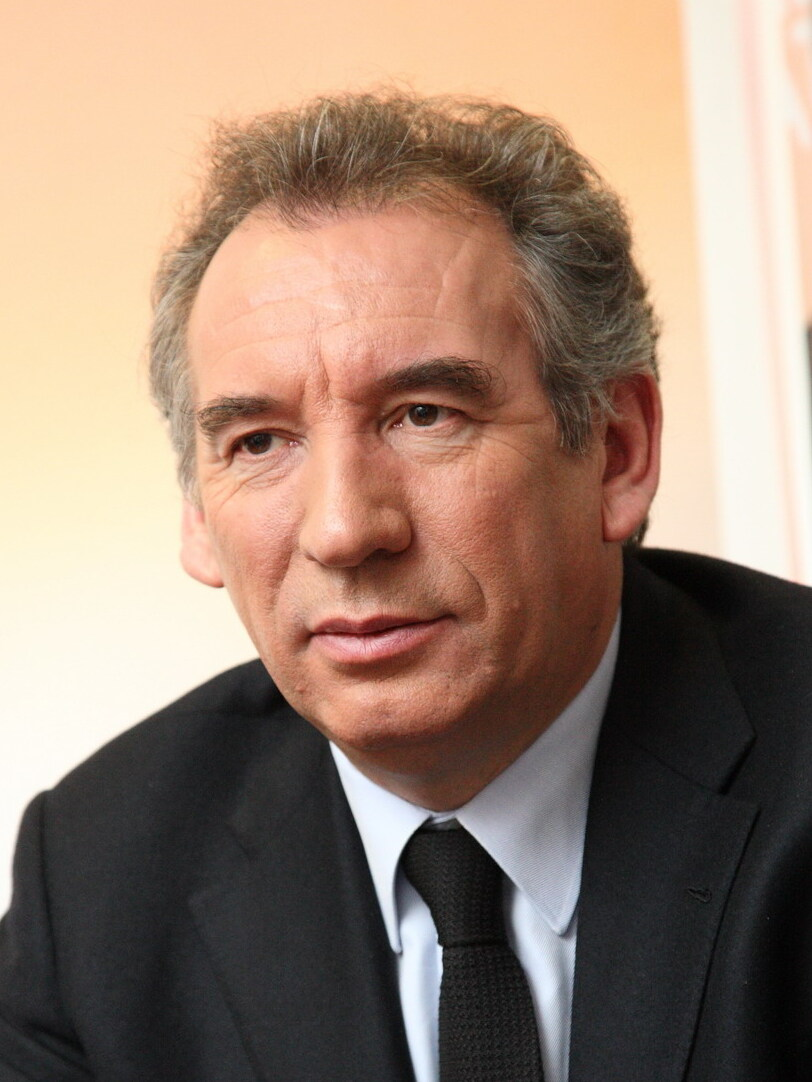
François Bayrou (MoDem) 2024- •

### Durées à Matignon
Ce tableau présente les durées de mandats, des Premiers ministres de la Ve République (par ordre croissant),.
| Premier ministre          | Date             | Date             | Durée                      | Durée       | Nombre de Gouvernement | Nombre de Gouvernement    | Président                |
| Premier ministre          | Début            | Fin              | En année                   | En jour     | Nombre de Gouvernement | Nombre de Gouvernement    | Président                |
| ------------------------- | ---------------- | ---------------- | -------------------------- | ----------- | ---------------------- | ------------------------- | ------------------------ |
| Michel Barnier            | 5 septembre 2024 | 13 décembre 2024 | 3 mois et 8 jours          | 99 jours    | 1                      | Barnier                   | Emmanuel Macron          |
| Bernard Cazeneuve         | 6 décembre 2016  | 15 mai 2017      | 5 mois et 9 jours          | 155 jours   | 1                      | Cazeneuve                 | François Hollande        |
| Gabriel Attal             | 9 janvier 2024   | 5 septembre 2024 | 7 mois et 27 jours         | 240 jours   | 1                      | Attal                     | Emmanuel Macron          |
| François Bayrou           | 13 décembre 2024 | en cours         | 8 mois et 1 jour           | 244 jours   | 1                      | Bayrou                    | Emmanuel Macron          |
| Édith Cresson             | 15 mai 1991      | 2 avril 1992     | 10 mois et 18 jours        | 323 jours   | 1                      | Cresson                   | François Mitterrand      |
| Maurice Couve de Murville | 10 juillet 1968  | 20 juin 1969     | 11 mois et 10 jours        | 345 jours   | 1                      | Couve de Murville         | Charles de Gaulle        |
| Pierre Bérégovoy          | 2 avril 1992     | 29 mars 1993     | 11 mois et 27 jours        | 361 jours   | 1                      | Bérégovoy                 | François Mitterrand      |
| Élisabeth Borne           | 16 mai 2022      | 9 janvier 2024   | 1 an, 7 mois et 24 jours   | 603 jours   | 1                      | Borne                     | Emmanuel Macron          |
| Laurent Fabius            | 17 juillet 1984  | 20 mars 1986     | 1 an, 8 mois et 3 jours    | 611 jours   | 1                      | Fabius                    | François Mitterrand      |
| Jean Castex               | 3 juillet 2020   | 16 mai 2022      | 1 an, 10 mois et 13 jours  | 682 jours   | 1                      | Castex                    | Emmanuel Macron          |
| Jean-Marc Ayrault         | 15 mai 2012      | 31 mars 2014     | 1 an, 10 mois et 16 jours  | 685 jours   | 2                      | Ayrault I et II           | François Hollande        |
| Pierre Messmer            | 5 juillet 1972   | 27 mai 1974      | 1 an, 10 mois et 22 jours  | 691 jours   | 3                      | Messmer I, II et III      | Georges Pompidou         |
| Dominique de Villepin     | 31 mai 2005      | 17 mai 2007      | 1 an, 11 mois et 16 jours  | 712 jours   | 1                      | Villepin                  | Jacques Chirac           |
| Alain Juppé               | 17 mai 1995      | 2 juin 1997      | 2 ans et 16 jours          | 747 jours   | 2                      | Juppé I et II             | Jacques Chirac           |
| Édouard Balladur          | 29 mars 1993     | 17 mai 1995      | 2 ans, 1 mois et 18 jours  | 773 jours   | 1                      | Balladur                  | François Mitterrand      |
| Jacques Chirac (2)        | 20 mars 1986     | 10 mai 1988      | 2 ans, 1 mois et 20 jours  | 782 jours   | 1                      | Chirac II                 | François Mitterrand      |
| Jacques Chirac (1)        | 27 mai 1974      | 25 août 1976     | 2 ans, 2 mois et 29 jours  | 821 jours   | 1                      | Chirac I                  | Valéry Giscard d'Estaing |
| Manuel Valls              | 31 mars 2014     | 6 décembre 2016  | 2 ans, 8 mois et 5 jours   | 981 jours   | 2                      | Valls I et II             | François Hollande        |
| Michel Rocard             | 10 mai 1988      | 15 mai 1991      | 3 ans et 5 jours           | 1 100 jours | 2                      | Rocard I et II            | François Mitterrand      |
| Jacques Chaban-Delmas     | 20 juin 1969     | 5 juillet 1972   | 3 ans et 15 jours          | 1 111 jours | 1                      | Chaban-Delmas             | Georges Pompidou         |
| Jean-Pierre Raffarin      | 6 mai 2002       | 31 mai 2005      | 3 ans et 25 jours          | 1 121 jours | 3                      | Raffarin I, II et III     | Jacques Chirac           |
| Édouard Philippe          | 15 mai 2017      | 3 juillet 2020   | 3 ans, 1 mois et 18 jours  | 1 145 jours | 2                      | Philippe I et II          | Emmanuel Macron          |
| Pierre Mauroy             | 21 mai 1981      | 17 juillet 1984  | 3 ans, 1 mois et 26 jours  | 1 153 jours | 3                      | Mauroy I, II et III       | François Mitterrand      |
| Michel Debré              | 8 janvier 1959   | 14 avril 1962    | 3 ans, 3 mois et 6 jours   | 1 192 jours | 1                      | Debré                     | Charles de Gaulle        |
| Raymond Barre             | 25 août 1976     | 21 mai 1981      | 4 ans, 8 mois et 26 jours  | 1 722 jours | 3                      | Barre I, II et III        | Valéry Giscard d'Estaing |
| Lionel Jospin             | 2 juin 1997      | 6 mai 2002       | 4 ans, 11 mois et 4 jours  | 1 799 jours | 1                      | Jospin                    | Jacques Chirac           |
| François Fillon           | 17 mai 2007      | 15 mai 2012      | 4 ans, 11 mois et 28 jours | 1 820 jours | 3                      | Fillon I, II et III       | Nicolas Sarkozy          |
| Georges Pompidou          | 14 avril 1962    | 10 juillet 1968  | 6 ans, 2 mois et 26 jours  | 2 279 jours | 4                      | Pompidou I, II, III et IV | Charles de Gaulle        |

### Durées des Gouvernements
Ce tableau présente la durée des Gouvernements (par ordre chronologique).
| Premier ministre          | Gouvernement      | Date             | Date             | Durée                      | Durée       | Président                |
| Premier ministre          | Gouvernement      | Début            | Fin              | En année                   | En jour     | Président                |
| ------------------------- | ----------------- | ---------------- | ---------------- | -------------------------- | ----------- | ------------------------ |
| Michel Debré              | Debré             | 8 janvier 1959   | 14 avril 1962    | 3 ans, 3 mois et 6 jours   | 1 192 jours | Charles de Gaulle        |
| Georges Pompidou          | Pompidou I        | 14 avril 1962    | 7 décembre 1962  | 7 mois et 23 jours         | 228 jours   | Charles de Gaulle        |
| Georges Pompidou          | Pompidou II       | 7 décembre 1962  | 8 janvier 1966   | 3 ans, 1 mois et 1 jour    | 1 137 jours | Charles de Gaulle        |
| Georges Pompidou          | Pompidou III      | 8 janvier 1966   | 7 avril 1967     | 1 an, 2 mois et 30 jours   | 448 jours   | Charles de Gaulle        |
| Georges Pompidou          | Pompidou IV       | 7 avril 1967     | 10 juillet 1968  | 1 an, 3 mois et 3 jours    | 461 jours   | Charles de Gaulle        |
| Maurice Couve de Murville | Couve de Murville | 10 juillet 1968  | 20 juin 1969     | 11 mois et 10 jours        | 345 jours   | Charles de Gaulle        |
| Jacques Chaban-Delmas     | Chaban-Delmas     | 20 juin 1969     | 5 juillet 1972   | 3 ans et 15 jours          | 1 111 jours | Georges Pompidou         |
| Pierre Messmer            | Messmer I         | 5 juillet 1972   | 2 avril 1973     | 8 mois et 28 jours         | 266 jours   | Georges Pompidou         |
| Pierre Messmer            | Messmer II        | 2 avril 1973     | 27 février 1974  | 10 mois et 25 jours        | 331 jours   | Georges Pompidou         |
| Pierre Messmer            | Messmer III       | 27 février 1974  | 27 mai 1974      | 3 mois                     | 89 jours    | Georges Pompidou         |
| Jacques Chirac (1)        | Chirac I          | 27 mai 1974      | 25 août 1976     | 2 ans, 2 mois et 29 jours  | 821 jours   | Valéry Giscard d'Estaing |
| Raymond Barre             | Barre I           | 25 août 1976     | 30 mars 1977     | 7 mois et 5 jours          | 216 jours   | Valéry Giscard d'Estaing |
| Raymond Barre             | Barre II          | 30 mars 1977     | 5 avril 1978     | 1 an et 6 jours            | 367 jours   | Valéry Giscard d'Estaing |
| Raymond Barre             | Barre III         | 5 avril 1978     | 22 juin 1981     | 3 ans, 2 mois et 17 jours  | 1 136 jours | Valéry Giscard d'Estaing |
| Pierre Mauroy             | Mauroy I          | 22 mai 1981      | 23 juin 1981     | 1 mois et 1 jour           | 32 jours    | François Mitterrand      |
| Pierre Mauroy             | Mauroy II         | 23 juin 1981     | 22 mars 1983     | 1 an, 8 mois et 27 jours   | 638 jours   | François Mitterrand      |
| Pierre Mauroy             | Mauroy III        | 22 mars 1983     | 17 juillet 1984  | 1 an, 3 mois et 25 jours   | 483 jours   | François Mitterrand      |
| Laurent Fabius            | Fabius            | 17 juillet 1984  | 20 mars 1986     | 1 an, 8 mois et 3 jours    | 611 jours   | François Mitterrand      |
| Jacques Chirac (2)        | Chirac II         | 20 mars 1986     | 10 mai 1988      | 2 ans, 1 mois et 20 jours  | 782 jours   | François Mitterrand      |
| Michel Rocard             | Rocard I          | 10 mai 1988      | 28 juin 1988     | 1 mois et 18 jours         | 43 jours    | François Mitterrand      |
| Michel Rocard             | Rocard II         | 28 juin 1988     | 15 mai 1991      | 2 ans, 10 mois et 17 jours | 1 056 jours | François Mitterrand      |
| Édith Cresson             | Cresson           | 15 mai 1991      | 2 avril 1992     | 10 mois et 18 jours        | 323 jours   | François Mitterrand      |
| Pierre Bérégovoy          | Bérégovoy         | 2 avril 1992     | 29 mars 1993     | 11 mois et 27 jours        | 361 jours   | François Mitterrand      |
| Édouard Balladur          | Balladur          | 29 mars 1993     | 17 mai 1995      | 2 ans, 1 mois et 18 jours  | 773 jours   | François Mitterrand      |
| Alain Juppé               | Juppé I           | 17 mai 1995      | 7 novembre 1995  | 5 mois et 20 jours         | 174 jours   | Jacques Chirac           |
| Alain Juppé               | Juppé II          | 7 novembre 1995  | 2 juin 1997      | 1 an, 6 mois et 26 jours   | 573 jours   | Jacques Chirac           |
| Lionel Jospin             | Jospin            | 2 juin 1997      | 6 mai 2002       | 4 ans, 11 mois et 4 jours  | 1 799 jours | Jacques Chirac           |
| Jean-Pierre Raffarin      | Raffarin I        | 6 mai 2002       | 17 juin 2002     | 1 mois et 11 jours         | 42 jours    | Jacques Chirac           |
| Jean-Pierre Raffarin      | Raffarin II       | 17 juin 2002     | 30 mars 2004     | 1 an, 9 mois et 13 jours   | 652 jours   | Jacques Chirac           |
| Jean-Pierre Raffarin      | Raffarin III      | 30 mars 2004     | 2 juin 2005      | 1 an, 2 mois et 3 jours    | 427 jours   | Jacques Chirac           |
| Dominique de Villepin     | Villepin          | 31 mai 2005      | 17 mai 2007      | 1 an, 11 mois et 16 jours  | 712 jours   | Jacques Chirac           |
| François Fillon           | Fillon I          | 17 mai 2007      | 19 juin 2007     | 1 mois et 2 jours          | 32 jours    | Nicolas Sarkozy          |
| François Fillon           | Fillon II         | 19 juin 2007     | 14 novembre 2010 | 3 ans, 4 mois et 26 jours  | 1 244 jours | Nicolas Sarkozy          |
| François Fillon           | Fillon III        | 14 novembre 2010 | 15 mai 2012      | 1 an, 6 mois et 1 jour     | 543 jours   | Nicolas Sarkozy          |
| Jean-Marc Ayrault         | Ayrault I         | 15 mai 2012      | 21 juin 2012     | 1 mois et 6 jours          | 34 jours    | François Hollande        |
| Jean-Marc Ayrault         | Ayrault II        | 21 juin 2012     | 31 mars 2014     | 1 an, 9 mois et 10 jours   | 652 jours   | François Hollande        |
| Manuel Valls              | Valls I           | 31 mars 2014     | 26 août 2014     | 4 mois et 26 jours         | 147 jours   | François Hollande        |
| Manuel Valls              | Valls II          | 26 août 2014     | 6 décembre 2016  | 2 ans, 3 mois et 10 jours  | 834 jours   | François Hollande        |
| Bernard Cazeneuve         | Cazeneuve         | 6 décembre 2016  | 15 mai 2017      | 5 mois et 9 jours          | 155 jours   | François Hollande        |
| Édouard Philippe          | Philippe I        | 15 mai 2017      | 19 juin 2017     | 1 mois et 4 jours          | 35 jours    | Emmanuel Macron          |
| Édouard Philippe          | Philippe II       | 19 juin 2017     | 3 juillet 2020   | 3 ans et 14 jours          | 1 110 jours | Emmanuel Macron          |
| Jean Castex               | Castex            | 3 juillet 2020   | 16 mai 2022      | 1 an, 10 mois et 13 jours  | 682 jours   | Emmanuel Macron          |
| Élisabeth Borne           | Borne             | 16 mai 2022      | 9 janvier 2024   | 1 an, 7 mois et 24 jours   | 603 jours   | Emmanuel Macron          |
| Gabriel Attal             | Attal             | 9 janvier 2024   | 5 septembre 2024 | 7 mois et 27 jours         | 240 jours   | Emmanuel Macron          |
| Michel Barnier            | Barnier           | 5 septembre 2024 | 13 décembre 2024 | 3 mois et 8 jours          | 99 jours    | Emmanuel Macron          |
| François Bayrou           | Bayrou            | 13 décembre 2024 | en cours         | 8 mois et 1 jour           | 244 jours   | Emmanuel Macron          |

### Âges des Premiers ministres
Ce tableau présente les âges des Premiers ministres de la Ve République, lors de leur prise de fonction (du plus jeune au plus âgé),.
| Premier ministre          | Date             | Date              | Âge                         | Président                |
| Premier ministre          | Naissance        | Prise de fonction | Âge                         | Président                |
| ------------------------- | ---------------- | ----------------- | --------------------------- | ------------------------ |
| Gabriel Attal             | 16 mars 1989     | 9 janvier 2024    | 34 ans, 9 mois et 24 jours  | Emmanuel Macron          |
| Laurent Fabius            | 20 août 1946     | 17 juillet 1984   | 37 ans, 10 mois et 28 jours | François Mitterrand      |
| Jacques Chirac (1)        | 29 novembre 1932 | 27 mai 1974       | 41 ans, 5 mois et 29 jours  | Valéry Giscard d'Estaing |
| Édouard Philippe          | 28 novembre 1970 | 15 mai 2017       | 46 ans, 5 mois et 17 jours  | Emmanuel Macron          |
| Michel Debré              | 15 janvier 1912  | 8 janvier 1959    | 46 ans, 11 mois et 25 jours | Charles de Gaulle        |
| Alain Juppé               | 15 août 1945     | 17 mai 1995       | 49 ans, 9 mois et 3 jours   | Jacques Chirac           |
| Georges Pompidou          | 5 juillet 1911   | 14 avril 1962     | 50 ans, 9 mois et 10 jours  | Charles de Gaulle        |
| Dominique de Villepin     | 14 novembre 1953 | 2 juin 2005       | 51 ans, 6 mois et 20 jours  | Jacques Chirac           |
| Manuel Valls              | 13 août 1962     | 31 mars 2014      | 51 ans, 7 mois et 19 jours  | François Hollande        |
| Raymond Barre             | 12 avril 1924    | 25 août 1976      | 52 ans, 4 mois et 14 jours  | Valéry Giscard d'Estaing |
| Pierre Mauroy             | 5 juillet 1928   | 21 mai 1981       | 52 ans, 10 mois et 17 jours | François Mitterrand      |
| François Fillon           | 4 mars 1954      | 17 mai 2007       | 53 ans, 2 mois et 14 jours  | Nicolas Sarkozy          |
| Jacques Chirac (2)        | 29 novembre 1932 | 20 mars 1986      | 53 ans, 3 mois et 19 jours  | François Mitterrand      |
| Bernard Cazeneuve         | 2 juin 1963      | 6 décembre 2016   | 53 ans, 6 mois et 4 jours   | François Hollande        |
| Jean-Pierre Raffarin      | 3 août 1948      | 6 mai 2002        | 53 ans, 9 mois et 4 jours   | Jacques Chirac           |
| Jacques Chaban-Delmas     | 7 mars 1915      | 20 juin 1969      | 54 ans, 3 mois et 14 jours  | Georges Pompidou         |
| Jean Castex               | 25 juin 1965     | 3 juillet 2020    | 55 ans et 8 jours           | Emmanuel Macron          |
| Pierre Messmer            | 20 mars 1916     | 5 juillet 1972    | 56 ans, 3 mois et 16 jours  | Georges Pompidou         |
| Édith Cresson             | 27 janvier 1934  | 15 mai 1991       | 57 ans, 3 mois et 19 jours  | François Mitterrand      |
| Michel Rocard             | 23 août 1930     | 10 mai 1988       | 57 ans, 8 mois et 18 jours  | François Mitterrand      |
| Lionel Jospin             | 12 juillet 1937  | 2 juin 1997       | 59 ans, 10 mois et 22 jours | Jacques Chirac           |
| Élisabeth Borne           | 18 avril 1961    | 16 mai 2022       | 61 ans et 28 jours          | Emmanuel Macron          |
| Maurice Couve de Murville | 24 janvier 1907  | 10 juillet 1968   | 61 ans, 5 mois et 17 jours  | Charles de Gaulle        |
| Jean-Marc Ayrault         | 25 janvier 1950  | 15 mai 2012       | 62 ans, 3 mois et 21 jours  | François Hollande        |
| Édouard Balladur          | 2 mai 1929       | 29 mars 1993      | 63 ans, 10 mois et 28 jours | François Mitterrand      |
| Pierre Bérégovoy          | 23 décembre 1925 | 2 avril 1992      | 66 ans, 3 mois et 11 jours  | François Mitterrand      |
| François Bayrou           | 25 mai 1951      | 13 décembre 2024  | 73 ans, 6 mois et 16 jours  | Emmanuel Macron          |
| Michel Barnier            | 9 janvier 1951   | 5 septembre 2024  | 73 ans, 7 mois et 27 jours  | Emmanuel Macron          |

### Choix du Premier ministre
Le président de la République a une complète liberté pour désigner le Premier ministre. Il est d'usage qu'en cas de cohabitation, le Premier Ministre désigné soit du parti ou de la coalition majoritaire à l'Assemblée Nationale mais l'article 8 de la constitution indique uniquement "Le Président de la République nomme le Premier ministre". Lorsque le président de la République nomme le Premier ministre, il peut le faire en retour à une alliance politique (cas de Jacques Chaban-Delmas en 1969, ou de Jacques Chirac en 1974) ou par composition avec l'opinion (cas de Jean-Pierre Raffarin en 2002 ou de Pierre Mauroy en 1981). En particulier, Michel Rocard, nommé en « lecture d'une situation politique », avait des relations très froides avec le président François Mitterrand. Le président peut récompenser un ami, un « fidèle », comme Alain Juppé en 1995. Enfin, dans un régime plus présidentiel, une personnalité qui ne fera pas d'ombre est préférée, comme François Fillon pour Nicolas Sarkozy, Jean-Marc Ayrault pour François Hollande et Jean Castex puis Élisabeth Borne pour Emmanuel Macron.

### Premiers ministres en fonction ayant exercé simultanément un autre portefeuille ministériel
- Michel Debré, Premier ministre du 8 janvier 1959 au 14 avril 1962
  - Ministre de l'Éducation nationale (du 23 décembre 1959 au 15 janvier 1960, intérim).
- Raymond Barre, Premier ministre du 25 août 1976 au 21 mai 1981
  - Ministre de l'Économie et des Finances (du 27 août 1976 au 31 mars 1978).
- Pierre Bérégovoy, Premier ministre du 2 avril 1992 au 29 mars 1993
  - Ministre de la Défense (du 9 au 29 mars 1993).
- François Fillon, Premier ministre du 17 mai 2007 au 15 mai 2012
  - Ministre de l'Écologie, du Développement durable, des Transports et du Logement (du 23 février au 16 mai 2012).
- Édouard Philippe, Premier ministre du 15 mai 2017 au 3 juillet 2020
  - Ministre de l'Intérieur (du 3 octobre au 16 octobre 2018).
- Élisabeth Borne, Première ministre du 16 mai 2022 au 9 janvier 2024
  - Ministre des Outre-mer (du 25 juin au 4 juillet 2022)
- Élisabeth Borne, Gabriel Attal, Michel Barnier et François Bayrou ont été désignés Premier(e) ministre chargé(e) de la Planification écologique et énergétique, respectivement du 16 mai 2022 au 9 janvier 2024, du 9 janvier au 5 septembre 2024, du 5 septembre au 13 décembre 2024 et depuis le 13 décembre 2024.

### Éléments notables
Depuis la nomination de Michel Debré en 1958 jusqu’à celle de François Bayrou en 2024, 28 Premiers ministres se sont succédé à la tête du gouvernement français. Parmi eux, 9 sont issus de l’ENA (Jacques Chirac, Laurent Fabius, Michel Rocard, Édouard Balladur, Alain Juppé, Lionel Jospin, Dominique de Villepin, Édouard Philippe et Jean Castex).
Seules deux femmes ont occupé cette fonction : Édith Cresson, première femme nommée en 1991, et Élisabeth Borne, en 2022.
La région parisienne domine les origines géographiques avec 12 Premiers ministres nés en Île-de-France, tandis que 3 sont nés à l’étranger : Édouard Balladur en Turquie, Dominique de Villepin au Maroc et Manuel Valls en Espagne.
Deux Premiers ministres ont par la suite accédé à la présidence de la République : Georges Pompidou en 1969 et Jacques Chirac en 1995. Jacques Chirac avait échoué au premier tour de l'élection présidentielle de 1981, et au second de celle de 1988.
D'autres Premiers ministres se sont portés candidats à la présidence de la République mais ont été éliminés ; soit dès les primaires de leur camp (Laurent Fabius à la primaire socialiste de 2006, Alain Juppé à celle de la droite et du centre de 2016, et Manuel Valls au second tour de celle des socialistes en 2016), soit au premier tour du scrutin présidentiel (Jacques Chaban-Delmas en 1974, Michel Debré en 1981, Raymond Barre en 1988, Édouard Balladur en 1995, Lionel Jospin en 2002, et François Fillon en 2017). Édouard Philippe est officiellement candidat à l'élection présidentielle de 2027 depuis 2024.
La carrière locale reste une étape fréquente : 18 Premiers ministres ont exercé le mandat de maire, traduisant un ancrage territorial fort. Par exemple, Jacques Chirac a été maire de Paris, Raymond Barre, maire de Lyon, Jacques Chaban-Delmas et Alain Juppé, maires de Bordeaux, Pierre Mauroy, maire de Lille, Jean-Marc Ayrault, maire de Nantes, Édouard Philippe, maire du Havre, ou encore François Bayrou, maire de Pau...
Enfin, seuls 5 Premiers ministres n’avaient jamais été membre d'aucun gouvernement avant leur nomination : Pierre Mauroy, Georges Pompidou, Jean-Marc Ayrault, Édouard Philippe et Jean Castex,.

## Dans la culture

### Cinéma
- Comment épouser un Premier ministre (1964) est une comédie de Michel Boisrond.

### Constitution de 1958
La première source de l'article est la Constitution de 1958, disponible en ligne sur Légifrance notamment. Il est possible également de se reporter à l'article wikipédia Constitution française de 1958, aux articles sur chaque article de la Constitution et aux références associées.
1. ↑  Article 8, al. 1er.
2. ↑  Article 8.
3. ↑  Article 9.
4. ↑  Article 21, al. 3.
5. ↑  Article 21, al. 4.
6. ↑  Article 21, al. 1er.
7. ↑  Article 20.
8. 1 2  Article 21
9. ↑  Article 37
10. ↑  Article 13.
11. ↑  Article 28.
12. ↑  Article 29.
13. ↑  Article 33.
14. ↑  Article 44.
15. ↑  Article 45.
16. ↑  Article 61.
17. ↑  Article 49, al. 3.
18. ↑  Article 16.

### Jurisprudence
1. ↑  CE, 16 sept. 2005, Hoffer, no 282171.

### Filmographie
- L'enfer de Matignon, documentaire en quatre parties (1 : L'antichambre ; 2 : Le bureau ; 3 : Les couloirs ; 4 : Le vestibule) de Philippe Kohly, diffusé sur France 5, à partir du 20 octobre 2008.